# Medebach

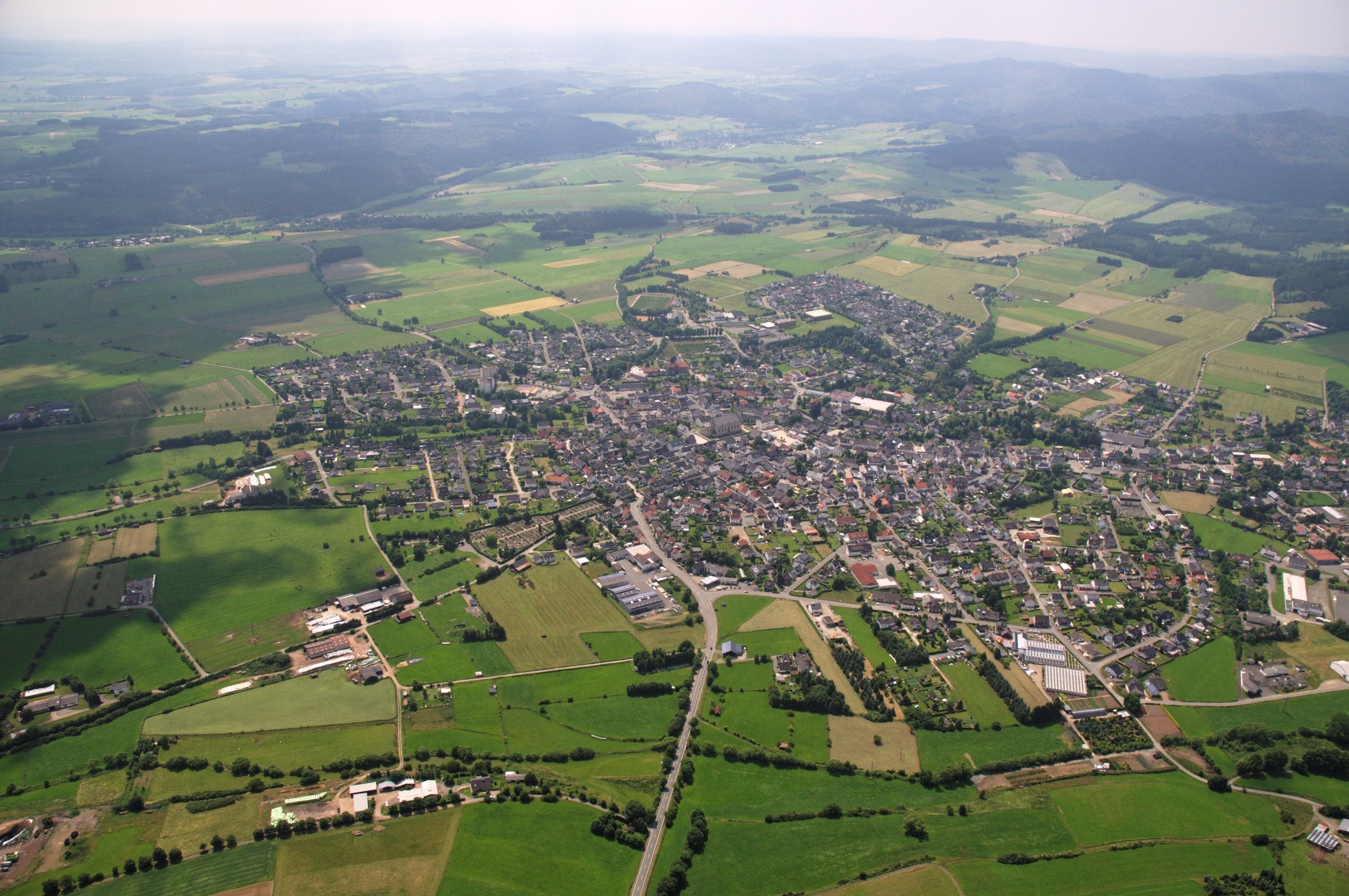
Medebach aus der Luft, Blick von Nordost

Medebach ist eine Kleinstadt im Hochsauerlandkreis, im östlichen Nordrhein-Westfalen. Im Mittelalter wurde in der Stadt Fernhandel betrieben und sie war Mitglied der Hanse, weswegen sie seit dem 24. Juli 2012 offiziell den Namenszusatz „Hansestadt“ trägt. In der frühen Neuzeit verlor der Ort an Bedeutung und sank zu einer Ackerbürgerstadt herab. Die Struktur der heutigen Stadt geht auf die kommunale Neugliederung von 1969 zurück. Dabei wurden die Stadt Medebach und die übrigen Gemeinden des damaligen Amtes Medebach zu der neuen amtsfreien Stadt Medebach zusammengeschlossen. Eine große wirtschaftliche Rolle spielt in der Gegenwart der Tourismus. Ein Großteil des Stadtgebiets unterliegt dabei den strengen Naturschutzauflagen der Fauna-Flora-Habitat-Richtlinie der Europäischen Gemeinschaft.

## Geographie

### Lage
Medebach liegt in den Nordostausläufern des Rothaargebirges in der Medebacher Bucht. Dort liegen die weit verstreuten Ortsteile zwischen Winterberg im Westen, dem Waldecker Upland im Nordosten und Hallenberg im Süden. Der Kernort befindet sich knapp drei Kilometer westlich der Landesgrenze zu Hessen.
Im Westen wird der weite Talkessel von bewaldeten Bergen und Erhebungen begrenzt. Zu nennen sind der Bollerberg (757,7 m), Winterkasten (662,6 m), Alte Grimme (754,9 m), Junge Grimme (782,1 m), Reetsberg (792,2 m), Schlossberg (791,3 m), Hohe Pön (792,7 m) und Emmet (742,5 m). Der tiefste Punkt liegt mit etwa 329 m beim Ortsteil Berge am Ausfluss der Orke aus dem Stadtgebiet.
Das südliche Gemeindegebiet wird von der Orke, einem westlichen Nebenfluss der Eder, durchflossen, das nordöstliche Gebiet von der weiter östlich in die Orke einmündenden Wilden Aa (auch Ogge genannt). Durch die Kernstadt fließt als Orke-Zufluss der Medebach, direkt nordöstlich vorbei der Brühne-Zufluss Harbecke und etwas südwestlich vorbei der Orke-Zufluss Gelängebach.

### Geologie

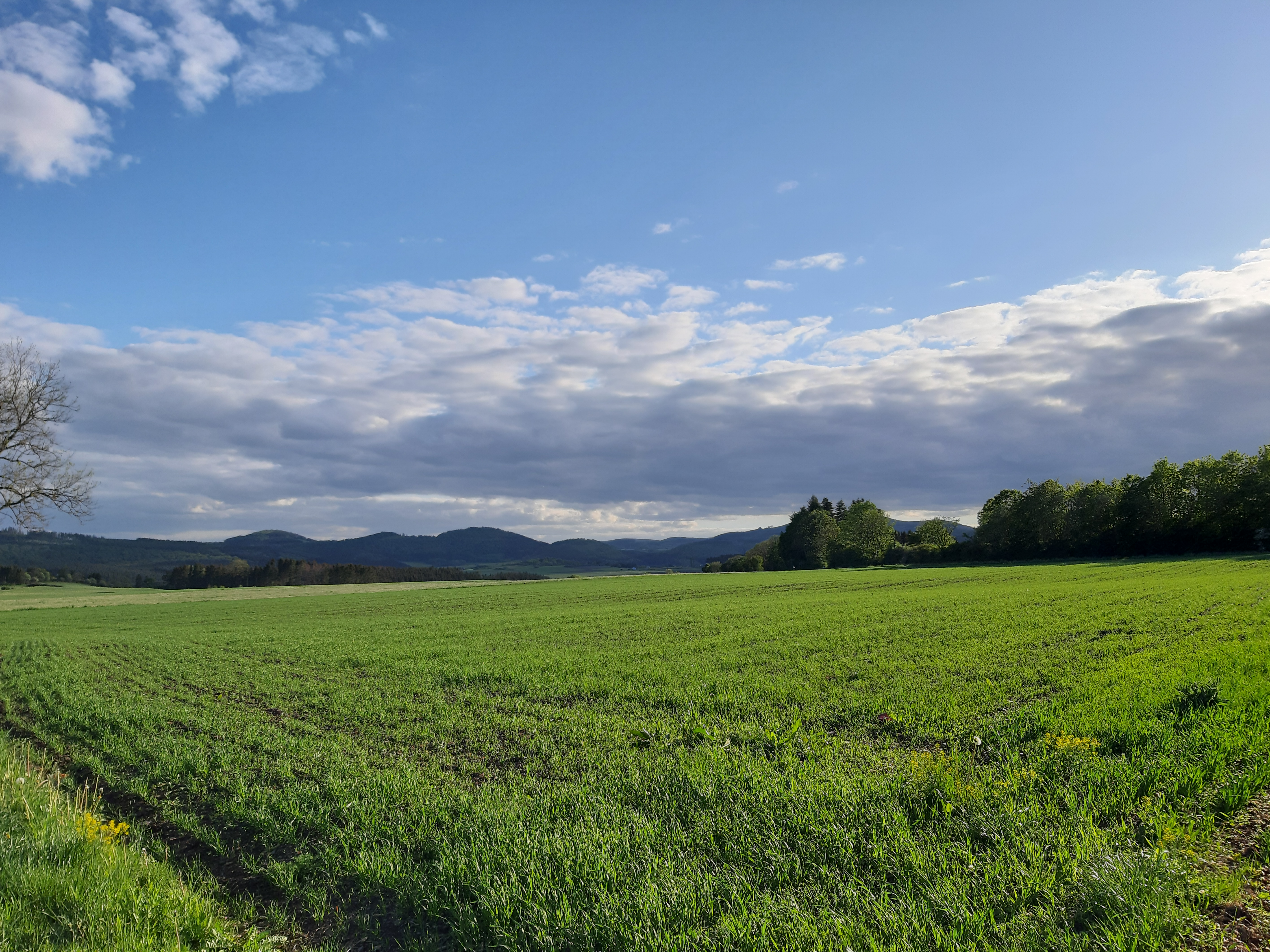
Blick auf die Medebacher Bucht

Die marinen Sedimentgesteine des Medebacher Stadtgebietes wurden schon im Erdaltertum abgelagert. Die Schichten der naturräumlichen Untereinheit Medebacher Bucht, bestehend aus Tonschiefer und Grauwacke, stammen überwiegend aus dem Unterkarbon. Im Westen und Nordwesten schließen sich drei voneinander unabhängige Schichten aus dem Oberdevon an. Diese nähern sich der Grenze zum Ostsauerländer Hauptsattel und somit den Schichten aus dem Mitteldevon. Die erste Schicht, im Norden gelegen, erstreckt sich nach Osten bis dicht vor Düdinghausen. Am Borghagen gibt es einen Steinbruch, der Kieselschiefer, kieselige Tonsteine und Kalksteine enthält, die vor etwa 320 Millionen Jahren am Grunde eines Meeres entstanden sind. Die zweite Schicht beginnt westlich von Glindfeld und erstreckt sich nach Nordwesten bis kurz vor Küstelberg. Sie hat eine Breite von etwa zwei bis drei Kilometern und besteht aus Hembergschiefer und Sandsteinen. Westlich von Medelon gibt es eine weitere aus Kieselkalken gebildete Schicht aus dem Oberdevon. In Küstelberg streichen im Orketal die ältesten Erdschichten Medebachs aus, die bereits vor 480 Millionen Jahren im Unterdevon entstanden. Bei Dreislar gibt es in Grauwacken und Tonschiefer des Unterkarbon ein kleines Einsprengsel aus Zechstein. Hier ist eine Erdspalte aufgerissen. Die dortige Schwerspatgrube mit zwei jeweils etwa zwei Meter breiten Gängen enthält auch Kieselschiefer und Quarz.

### Ausdehnung des Stadtgebiets
Das Stadtgebiet erstreckt sich über 12,8 km in West-Ost-Richtung vom Tal der Hille im Westen bis zum Tal der Aa im Osten an der hessischen Grenze und in Nord-Süd-Richtung über 16,1 km von der Landesgrenze im Norden beim Hülsenberg und dem Bach Herzgraben im Süden.
Von dem 126 km² großen Stadtgebiet sind 63,4 km² (50,3 %) Wald und weitere 51,5 km² (39,9 %) landwirtschaftliche Nutzfläche. 4,0 km² (3,2 %) nehmen Gebäude- und Freiflächen und 5,8 km² (4,6 %) Verkehrsflächen in Anspruch.

### Nachbargemeinden
Nachbargemeinden der Stadt Medebach sind die nordrhein-westfälischen Städte Winterberg und Hallenberg im Westen und Süden sowie die hessischen Städte Lichtenfels und Korbach im Osten und Nordosten und die Gemeinde Willingen im Norden.

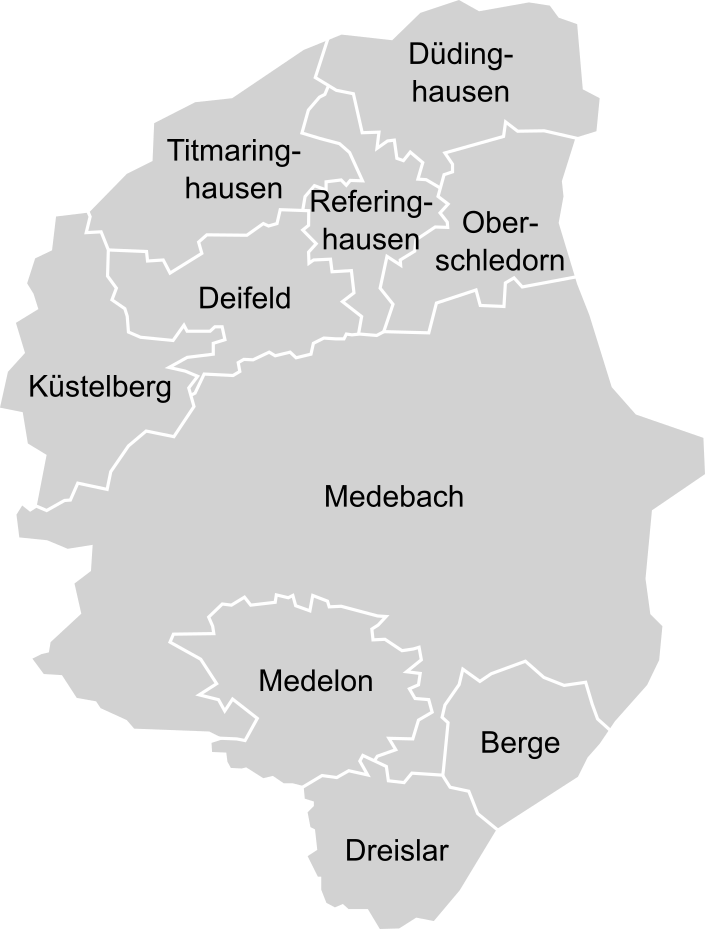
Ortsteile von Medebach

### Stadtgliederung
Das Stadtgebiet besteht neben der Kernstadt Medebach aus den Ortschaften
| - Berge - Deifeld - Dreislar | - Düdinghausen - Küstelberg - Medelon | - Oberschledorn - Referinghausen - Titmaringhausen |

### Klima
In Medebach herrscht typisches Mittelgebirgsklima. Es wird durch den in der Medebacher Bucht vorherrschenden Übergangsbereich zwischen dem subatlantischen und dem subkontinentalen Klima geprägt. Kennzeichen hierfür sind feuchte, kühle Sommer und milde Winter. Die durchschnittliche jährliche Höchsttemperatur lag bei 13,8 °C, die Tiefsttemperatur im Jahresmittel bei 5,4 °C. In der Medebacher Bucht betrug 1989 das Jahresmittel der Temperatur 7,5 °C mit Monatsmitteltemperaturen in den Monaten Juli und August von 15 und 16 °C.
Die Jahresniederschlagsmenge erreichte im Durchschnitt einen Wert von 789,8 Millimeter pro Jahr im Messwertzeitraum 1961 bis 1990. Die Monatsdaten können dem Klimadiagramm entnommen werden.
|                       | Jan  | Feb  | Mär  | Apr  | Mai  | Jun  | Jul  | Aug  | Sep  | Okt  | Nov  | Dez  |   |       |
| Mittl. Tagesmax. (°C) | 5    | 6    | 10   | 13   | 19   | 21   | 22   | 22   | 19   | 14   | 8    | 6    | ⌀ | 13,8  |
| Mittl. Tagesmin. (°C) | 0    | 0    | 1    | 3    | 7    | 11   | 12   | 12   | 10   | 6    | 2    | 1    | ⌀ | 5,4   |
|                       |      |      |      |      |      |      |      |      |      |      |      |      |   |       |
| Niederschlag (mm)     | 74,7 | 56,6 | 66,1 | 50,2 | 64,1 | 71,3 | 68,6 | 59,7 | 57,2 | 58,6 | 79,5 | 83,2 | Σ | 789,8 |

| 0 |

| 0 |

| 1 |

| 3 |

| 7 |

| 11 |

| 12 |

| 12 |

| 10 |

| 6 |

| 2 |

| 1 |

| 0 |

| 0 |

| 1 |

| 3 |

| 7 |

| 11 |

| 12 |

| 12 |

| 10 |

| 6 |

| 2 |

| 1 |

| N i e d e r s c h l a g | 74,7 | 56,6 | 66,1 | 50,2 | 64,1 | 71,3 | 68,6 | 59,7 | 57,2 | 58,6 | 79,5 | 83,2 |
|                         | Jan  | Feb  | Mär  | Apr  | Mai  | Jun  | Jul  | Aug  | Sep  | Okt  | Nov  | Dez  |

## Geschichte

### Vor- und Frühgeschichte
Über die Zeit vor der ersten urkundlichen Erwähnung des Ortes ist fast nichts bekannt. Prähistorische Funde bei Ausgrabungen durch Wilhelm Halberschmidt erbrachten Hinweise auf eine regelmäßige Besiedlung des Medebacher Raums erst für die jüngere Eisenzeit (ab etwa 420 v. Chr.). Aus dieser Zeit stammt ein Ringwall bei Medebach., der so genannte Burgring. Weitere Funde stammen aus der Zeit um Christi Geburt. Zur Römerzeit wohnten in der Gegend, nachweisbar im Quellgebiet der Diemel, die Chatten. Nur wenige Funde gibt es aus der folgenden Zeit bis zu den Ottonen. Seit dem späten 8. Jahrhundert sind sächsische Einwohner im heutigen Stadtgebiet nachweisbar. Insgesamt war die Besiedlung bis ins hohe Mittelalter nur dünn.

### Mittelalter

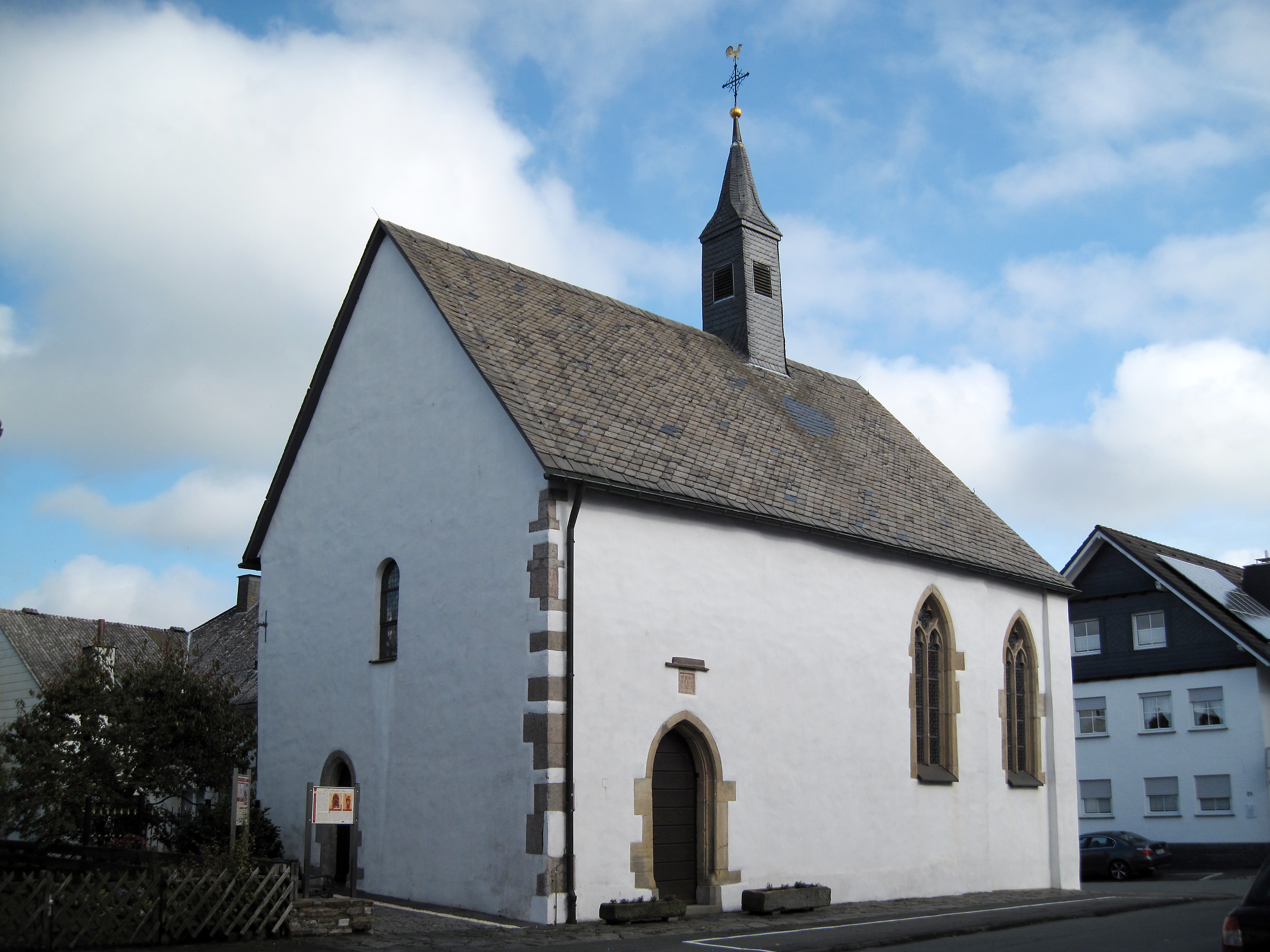
Sankt-Andreas-Kapelle, Medebach

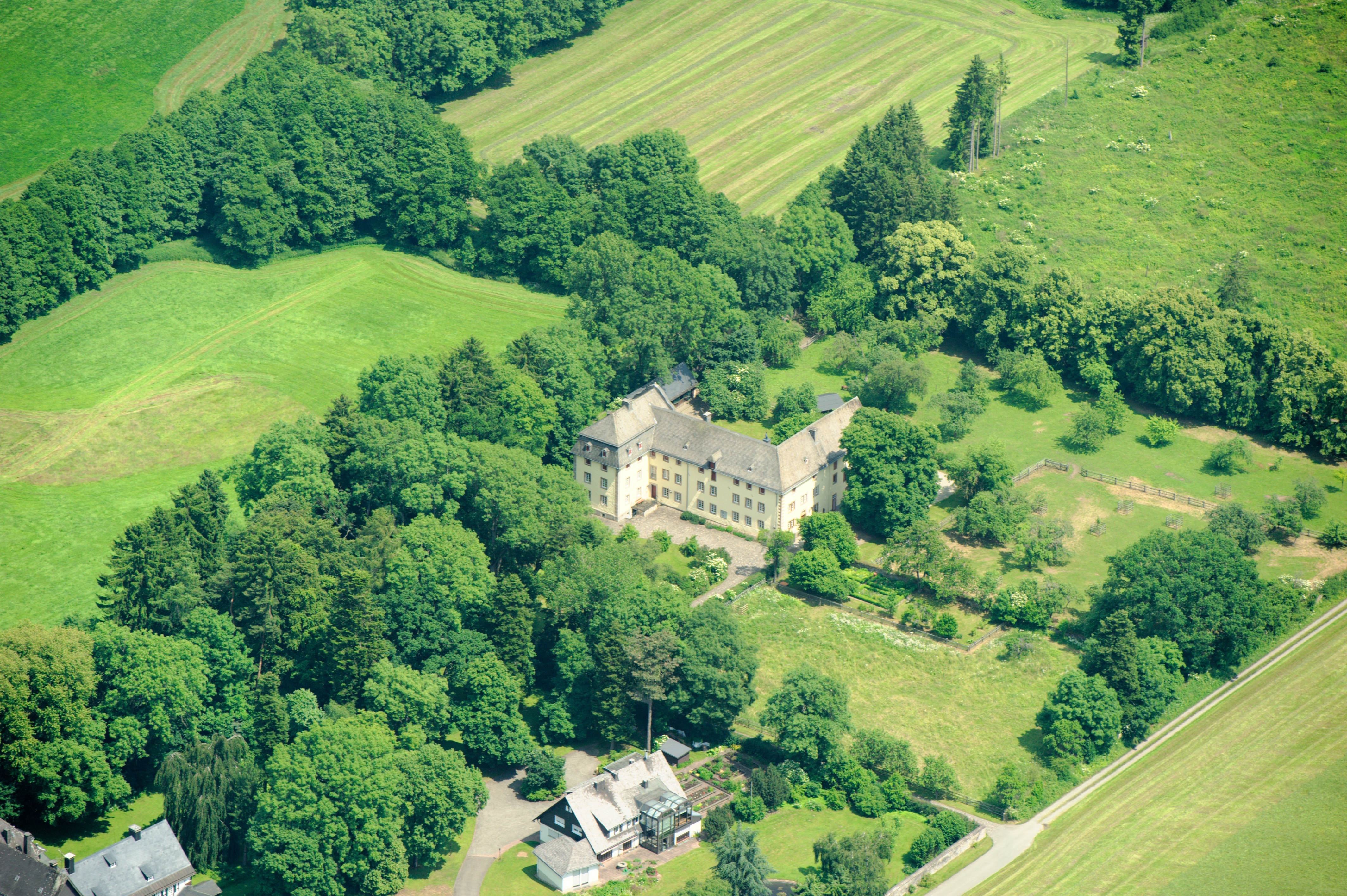
Kloster Glindfeld

Das Gebiet um Medebach wurde nach der Unterwerfung der Sachsen in die Mission aus dem Erzbistum Köln einbezogen. Das an der Heidenstraße gelegene Medebach entwickelte sich zu einer Urpfarrei und galt anfangs als der am weitesten nach Osten vorgeschobene Posten des Kölner Erzbischofs.
Erstmals urkundlich erwähnt wurde Medebach im Jahr 1144 durch den Kölner Erzbischof Arnold I. Er berichtete, dass er den Ort besucht habe, um eine Kirche zu weihen. Medebach sei zwar als eine Villa (also eine ländliche Siedlung) bekannt, aber eigentlich müsse man sie als eine ansehnliche Stadt (honestum oppidum) bezeichnen, die mit einem öffentlichen Markt unter Königsbann ausgezeichnet sei. Er berichtete ferner, dass die Gegend um Medebach ursprünglich, das heißt nach der fränkischen Eroberung, zum Tafelgut der Kölner Bischöfe gehört habe. Später seien einige Ritter damit belehnt worden, die aber die Handelstätigkeiten gestört hätten. Zweck der Urkunde war die Bestätigung alter Rechte. Es sollten die gleichen Marktgesetze gelten wie in Soest. Im Jahr 1165 bestätigte und erweiterte Erzbischof Rainald von Dassel die Stadtrechte. In derselben Urkunde werden Handelsbeziehungen mit Datia vel Rucia (Dänemark beziehungsweise Russland) erwähnt. Da die Echtheit dieser beiden Urkunden umstritten ist, kann man die Siedlung um diese Zeit noch nicht zweifelsfrei als Stadt bezeichnen. Der Prozess der Stadtwerdung zog sich noch über Jahrzehnte bis etwa 1220 hin.
Die Entwicklung von Medebach wurde im Jahr 1179 vorübergehend unterbrochen, als der Ort in die kriegerischen Auseinandersetzungen zwischen Erzbischof Philipp von Heinsberg und Herzog Heinrich dem Löwen um die Vorherrschaft in Westfalen geriet. Am 28. Oktober 1179 nahmen Bernhard von der Lippe und Widukind von Rheda, beide Anhänger Heinrichs des Löwen, den Ort ein und zerstörten ihn völlig.
Für die Existenz eines Fernhandels sprechen die Erwähnung eines Gottfried von Medebach in Lübeck (1183), eines Johan de Medebeke in Dorpat (1340) und eines Henricus de Medebeke in Reval (1347). Erzbischof Engelbert von Köln schenkte der Propstei Küstelberg im Jahr 1220 das Patronatsrecht über die städtische Pfarrkirche. Außerdem übertrug er der Stadt das Soester Stadtrecht, wie es Brilon und Rüthen bereits besaßen. Vermutlich bestand schon 1144 eine Münzstätte am Ort, da in der Urkunde ein monetarius erwähnt wird. Urkundlich nachweisbar ist sie im Jahr 1293, als der westfälische Marschall Johann I. von Plettenberg die Münze an die Stadt verkaufte.
Das Stadtgebiet wurde um das Jahr 1303 erweitert und besser befestigt. 1323 verlieh der Erzbischof das privilegium de non evocando. Dadurch durfte kein Medebacher Bürger mehr vor ein auswärtiges Gericht geladen werden. Zehn Jahre später wurde das aus dem Gogerichtsbezirk Medebach entstandene Amt Medebach erstmals erwähnt. Die Städte Medebach, Schmallenberg, Winterberg und Hallenberg verbündeten sich mehrfach, zuletzt im Jahr 1370, zum gemeinschaftlichen Schutz bei äußerer Bedrohung und zur Durchsetzung des Landfriedens. 1450 erhielt Medebach als Ersatz für seine in der Soester Fehde erlittenen Schäden das Recht zur Erhebung von Steuern (Akzise) auf Bier und Branntwein, die auf Karren und Wagen durch das Stadtgebiet gefahren wurden. Gehandelt wurde in der Hansezeit mit Pottasche, Textil- und Lederwaren. Große Bedeutung hatten die Schafzucht und die Wollweberei.
Besonders intensive Beziehungen in religiöser, wirtschaftlicher und kultureller Hinsicht bestanden schon sehr früh zum nahegelegenen Kloster Glindfeld. Das Kloster Bredelar besaß schon 1373 in Medebach eine Hofstätte an der heutigen Hinterstraße 4, den sogenannten Mönchshof. Er blieb bis zur Auflösung des Klosters im 19. Jahrhundert in Bredelarer Besitz. Es gibt Vermutungen, dass an dieser Stelle bereits im 12. Jahrhundert erzbischöfliche Vögte ihren Amtshof hatten.

### Frühe Neuzeit

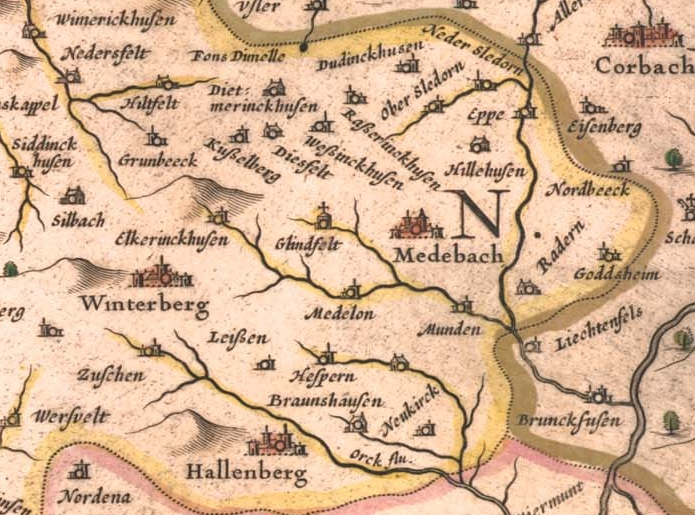
Raum Medebach 1645

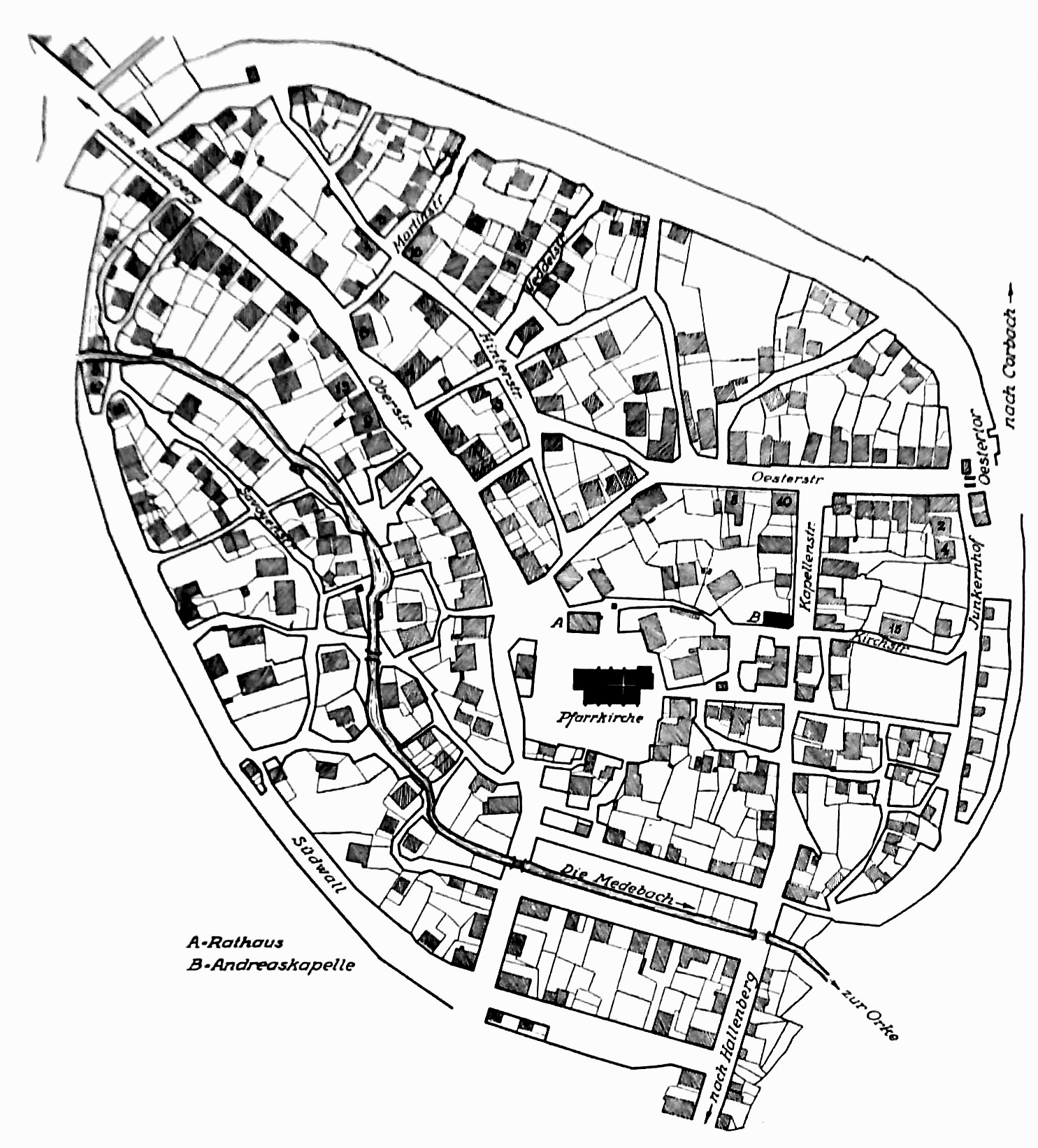
Katasterblatt Medebach von 1830

Medebach lag zwar im kurkölnischen Amt Medebach, hatte aber als Stadt weitgehende Autonomie. Die Drosten des Amtes Medebach hatten nach der Übernahme ihres Amtes schriftlich zu versichern, die Rechte und Privilegien der Stadt anzuerkennen und zu schützen.
1583 schloss sich die Stadt auf dem Landtag von Arnsberg dem zum Protestantismus übergetretenen Kurfürsten Gebhard I. von Waldburg an. Auf seinem Zug dorthin durchquerte er am 14. Februar 1583 die Stadt. Anfang 1584 eroberten Parteigänger der Gegenreformation das Herzogtum Westfalen. Daraufhin huldigte im April 1584 die Stadt dem neuen Kurfürsten Ernst von Bayern. Für die schreibunkundigen Abgeordneten der Stadt unterschrieb der Bürgermeister von Winterberg. Die Rekatholisierung zog sich noch über Jahrzehnte hin.
In der frühen Neuzeit verlor die Stadt auf Grund ihrer verkehrsfernen Lage allmählich an Bedeutung. Dazu trugen auch die Folgen des Dreißigjährigen Krieges bei. Die Stadt wurde mehrfach vor allem von hessischen, aber auch von kaiserlichen Truppen geplündert. Mehrfach flohen die Einwohner in die umgebenden Wälder. 1636, 1640 und 1643 flüchteten sie bis zu 14 Wochen aus der Stadt, während diese den Soldaten schutzlos ausgeliefert war. Unter den im Wald hausenden Einwohnern verbreitete sich 1636 die Pest, die 322 Opfer forderte. 1644 hatte der Ort nach einer Steuerliste 228 Bürger mit vollem Bürgerrecht.
Im 18. Jahrhundert kam es zu einem weiteren Bevölkerungsrückgang. Im Siebenjährigen Krieg und in der Napoleonischen Zeit litt Medebach erheblich unter den Kriegslasten, für deren Bezahlung zahlreiche Anleihen aufgenommen werden mussten. 1779 zählte der Ort 1380 Einwohner. Er blieb bis weit ins 19. Jahrhundert von ackerbürgerlichen Strukturen geprägt.

### 19. Jahrhundert bis 1969

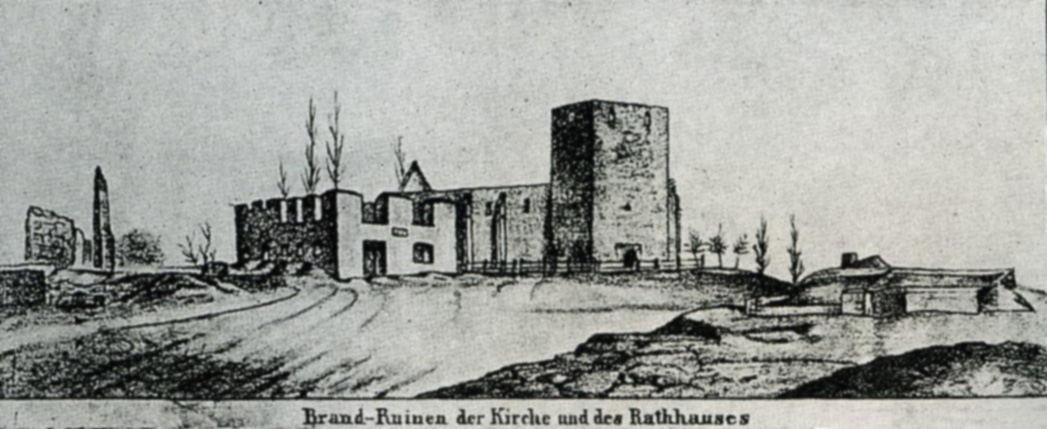
Pfarrkirche und Rathaus nach dem Brand von 1844

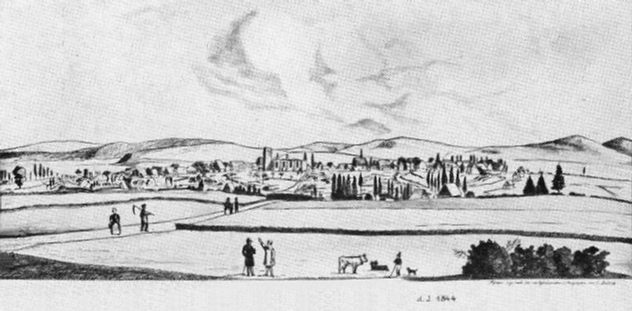
Ansicht der Stadt von Süden nach dem Brand von 1844

Anfang September 1802 wurde das Herzogtum Westfalen und damit auch Medebach von Hessen-Darmstadt okkupiert. Nachdem Landgraf Ludwig sich am 6. Oktober zum neuen Landesherrn erklärt hatte, ließ er sich am 23. Oktober des Jahres in Medebach von verschiedenen Vertretern aus dem Amt Medebach huldigen. Eine Kompanie Soldaten blieb mehr als ein halbes Jahr in der Stadt und wurde anschließend nach Brilon verlegt. Nach den Napoleonischen Kriegen fiel 1816 das Herzogtum mit der Stadt an Preußen. 1817 wurde in der preußischen Provinz Westfalen der Kreis Medebach aus den Ämtern Medebach und Fredeburg gebildet. Er wurde jedoch schon am 1. Januar 1819 wieder aufgelöst. Im Jahr 1844 vernichtete ein verheerender Brand fast die gesamte Stadt einschließlich der Pfarrkirche und des Rathauses sowie fast alle Urkunden und Akten. Der Regierungspräsident von Arnsberg und ehemalige preußische Staatsminister Ernst von Bodelschwingh starb auf einer Dienstreise am 11. Mai 1854 in der Stadt.
In den 1880er Jahren wanderten viele Bewohner in die Ruhrgebietsstädte ab. Bevorzugtes Ziel war Bochum.
Politisch war Medebach seit dem Kulturkampf eine fast ausschließlich von der Zentrumspartei dominierte Gemeinde. Noch bei der Reichstagswahl von 1920 stimmten über 92 % der Wähler für diese Partei. Im weiteren Verlauf der Weimarer Republik verlor die Partei einen Teil ihrer Wähler. Bei der Reichstagswahl von 1928 kam sie in Medebach auf nicht einmal mehr 70 %. Bei den letzten halbwegs freien Reichstagswahlen vom März 1933 kam das Zentrum nur noch auf etwas mehr als 53 %. Dagegen war die NSDAP mit 36,33 % in Medebach stärker als in jeder anderen Kommune der Kreise Arnsberg, Meschede, Brilon und Olpe. Erst im August 1933 übernahmen die Nationalsozialisten die Macht in Medebach, nachdem der gewählte Stadtrat geschlossen zurücktrat, um einer zwangsweisen Amtsenthebung zuvorzukommen.
Seit dem Beginn der nationalsozialistischen Herrschaft kam es auch in Medebach zu politischen und rassistisch bedingten Repressionen. Es wurde zum Boykott von jüdischen Geschäften aufgerufen. Zu den antijüdischen Maßnahmen gehörte auch die Streichung von Juden aus den Mitgliederverzeichnissen der örtlichen Vereine. Bereits im Oktober 1938 musste die jüdische Gemeinde dem Druck der Behörden weichen und die Synagoge verkaufen. In der Reichspogromnacht vom 10. auf den 11. November 1938 wurden das jüdische Gotteshaus zerstört und zahlreiche Häuser jüdischer Bürger demoliert. Große Warenbestände wurden vernichtet. Viel schlimmer noch waren die Drangsalierungen der Menschen. Am 28. November wurden die jüdischen Einwohner aufgefordert, auszuwandern oder zumindest dafür Vorbereitungen zu treffen. Auf diesen Druck verließen bis 1939 sämtliche jüdischen Einwohner den Ort. Viele wanderten aus, andere wurden in den Konzentrationslagern ermordet. Nach dem Zweiten Weltkrieg bestand keine jüdische Gemeinde mehr in Medebach. Seit 2008 erinnert ein Mahnmal an die ermordeten jüdischen Einwohner.
Vom Zweiten Weltkrieg blieb die Stadt fast vollständig verschont. Es gab jedoch einen Bombenabwurf am 29. Januar 1945, der fünf Todesopfer forderte. Am 29. März 1945 besetzten US-Truppen mit Panzern den Ort ohne Gegenwehr. Anschließend lösten sie den Amtsbürgermeister Beule ab und setzten den Amtsgerichtsrat Wessing als neuen Amtsbürgermeister ein. Kriegsgefangene aus der Sowjetunion und Frankreich wurden befreit und die Bewacher festgenommen. Es kam zu Plünderungen durch ehemalige Gefangene aus der Sowjetunion, welche aber von US-Soldaten beendet wurden. Am 29. und 30. März durchfuhren immer wieder motorisierte Verbände der US-Army Medebach. Am 1. April griffen aus Richtung Glindfeld Deutsche an. Sie wurden von einem General kommandiert, der sich im Gut Glindfeld befand. Vier deutsche Panzer aus Richtung Küstelberg erreichten Medebach. Vier amerikanische und zwei deutsche Panzer wurden bei den Kämpfen zerstört. Die deutschen Soldaten, eine Mischung aus Wehrmacht, Volkssturm und Waffen-SS, erreichten die Stadtmitte, mussten sich aber nach schweren Verlusten wieder zurückziehen. Es kam auch zu heftigen Kämpfen in der direkten Umgebung der Stadt. Am 3. April wurde Glindfeld von der US-Army erobert. Die US-Kampfverbände zogen am 4. und 5. April weiter in Richtung Winterberg. Die gefallenen deutschen Soldaten wurden auf dem Friedhof in Medebach begraben. Auch drei Zivilisten wurden bei den Kämpfen getötet. Am 24. April wurden 44 Medebacher Zivilisten, darunter Schwerkriegsversehrte, in Gefangenenlager abtransportiert. Im Mai übernahmen Briten die Besetzung von Medebach.
Im Zweiten Weltkrieg fielen insgesamt 419 Medebacher, davon 14 Zivilisten, zumeist an der Ostfront, als Soldaten oder starben in Gefangenschaft.
Nach 1945 wuchs die Stadt durch den Zuzug von Flüchtlingen um gut 1000 Einwohner. Bemühungen um die Ansiedlung von kleineren Unternehmungen und um eine Verbesserung der Ansätze zum Tourismus blieben zunächst ohne nennenswerten Erfolg.

### Seit der Kommunalen Neugliederung
Vor der kommunalen Neugliederung wehrte sich das Amt Medebach energisch gegen Überlegungen, mit den damals noch bestehenden Ämtern Niedersfeld und Hallenberg sowie der Stadt Winterberg zu einem Amtsbezirk mit Sitz in Winterberg zusammengelegt zu werden. Am 1. Juli 1969 kam es zur Zusammenlegung der Stadt Medebach und den zum Amt Medebach gehörenden Gemeinden Berge, Deifeld, Dreislar, Düdinghausen, Küstelberg, Medelon, Oberschledorn, Referinghausen und Titmaringhausen zur neuen Stadt Medebach.
In den Jahren 1981/1982 gingen durch Firmenschließungen fast 500 Arbeitsplätze verloren. Zum Ersatz bemühte sich die Stadt deshalb ab 1984 um die Ansiedlung eines Ferienparks, was nach 10 Jahren intensiver Bemühungen, insbesondere des damaligen Stadtdirektors Heinrich Nolte, schließlich auch gelang. Das Projekt wurde mit Landeszuschüssen zu den Erschließungskosten, durch Übernahme einer Landesbürgschaft und mit einem Investitionszuschuss an die privaten Geldgeber gefördert. Über 70 Grundstücke mussten erworben werden, um das benötigte Areal von 42 ha Fläche zu sichern. Der Ferienpark mit 560 Ferienhäusern, einem 240-Betten-Hotel und einer attraktiven Zentralanlage mit vielen witterungsunabhängigen Freizeitangeboten wurde im Jahr 1994 eröffnet. Das Investitionsvolumen betrug insgesamt rund 150 Mio. Euro. Seit der Eröffnung konnte der Ferienpark jährlich in allen Jahren mehr als 700.000 Übernachtungen zählen. Medebach wurde damit zu einem der bedeutendsten Urlaubsorte in Nordrhein-Westfalen.
Ab Mitte der 1990er Jahre gelang es darüber hinaus, in dem Gewerbegebiet Holtischer Weg 18 Gewerbebetriebe mit rund 600 Arbeitsplätzen anzusiedeln. Damit wurde nach der Ansiedlung des Ferienparks eine weitere Grundlage für eine positive wirtschaftliche Entwicklung der Stadt geschaffen.
Im Jahr 1994 war Medebach Gastgeber des 10. Europaschützenfestes, einer Veranstaltung der Europäischen Gemeinschaft Historischer Schützen.
Im Jahr 2019 war Medebach der Ausrichter des Bundesschützenfestes.
Mit Hilfe von Förderprogrammen des Landes NRW wurden in der Kernstadt in dem Zeitraum von 1982 bis 2009 umfangreiche Stadtsanierungsmaßnahmen (z. B. Junkernhof/Ostwall/Bachstraße) und die völlige Neugestaltung des Marktplatzes durchgeführt. In den neun zu Medebach gehörenden Dörfern konnten umfassende Dorferneuerungsmaßnahmen umgesetzt werden.
Das Rathaus der Stadt an der Oberstraße erwies sich um die Jahrtausendwende als so marode, dass ein umfangreiches Fachgutachten eine mangelnde Sanierungsfähigkeit mit vertretbaren Mitteln bescheinigte. Nach mehrfacher Bürgerbeteiligung entschied sich der Rat der Stadt daraufhin für einen Neubau auf einem bis dahin minderwertig genutzten Grundstück im Stadtzentrum unmittelbar angrenzend an den neu gestalteten Marktplatz. Nach Durchführung eines Architektenwettbewerbs kam es in der Stadt zu heftigen Kontroversen, welcher Entwurf realisiert werden sollte. Zu dieser Frage wurde am 12. August 2007 ein Bürgerentscheid durchgeführt, in dem die Bürger der Stadt zwischen vier Entwürfen wählen konnten. Der Entwurf, der die meisten Stimmen erhielt, wurde ab 2008 baulich verwirklicht. Im Jahr 2010 wurde das neue Rathaus in Betrieb genommen.
Am 4. September 2007 wurden im Ortsteil Oberschledorn drei Terroristen durch eine Einsatztruppe des BKA festgenommen. Nach den Ermittlungen gehörten sie der Islamic Jihad Union (IJU) an und hatten mehrere Anschläge auf Ziele in Europa geplant. Sie wurden als Sauerland-Gruppe bundesweit bekannt.

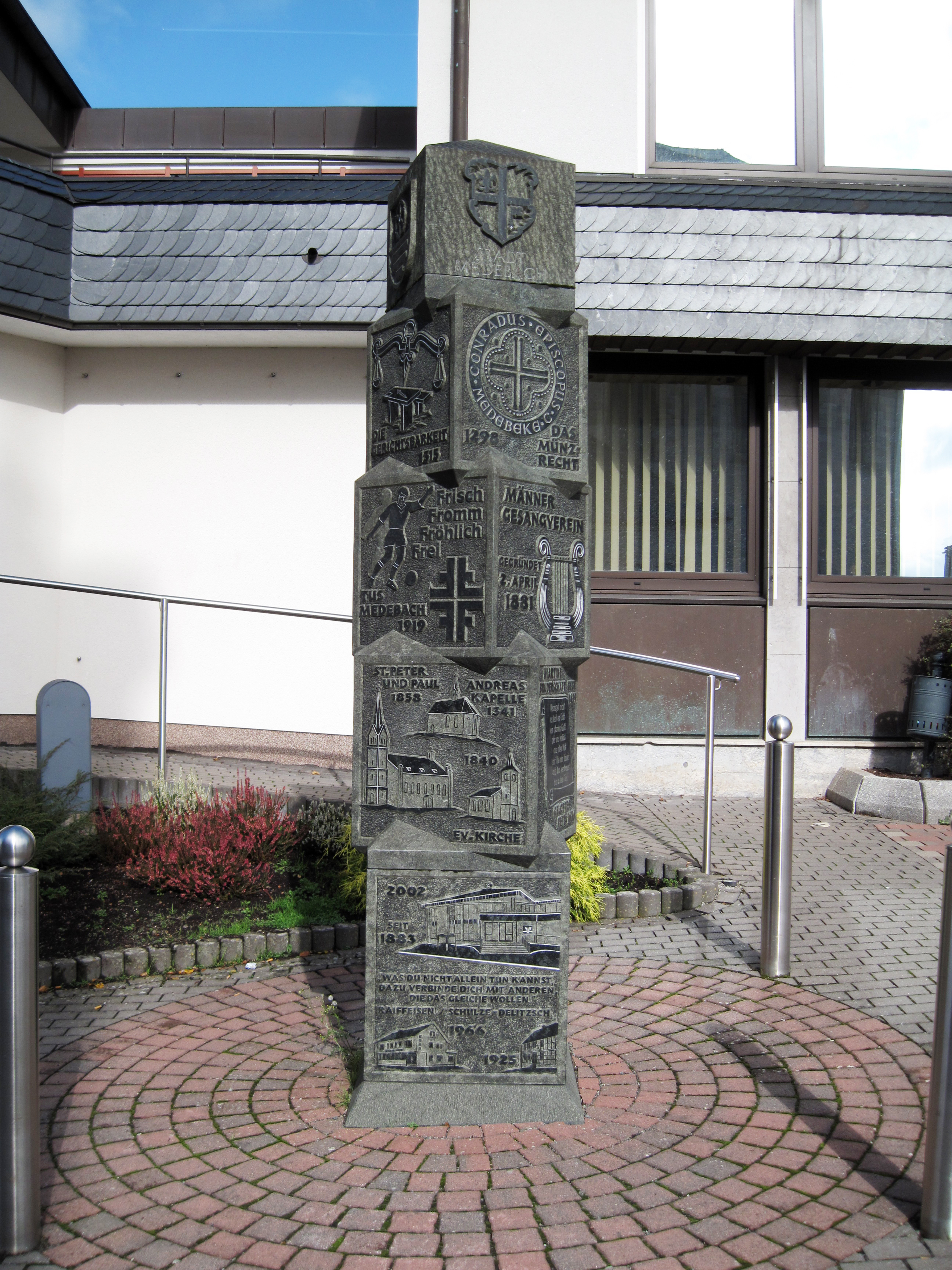
Stele vor der Volksbank mit Darstellungen der Geschichte von Medebach, Ansicht 1. Seite
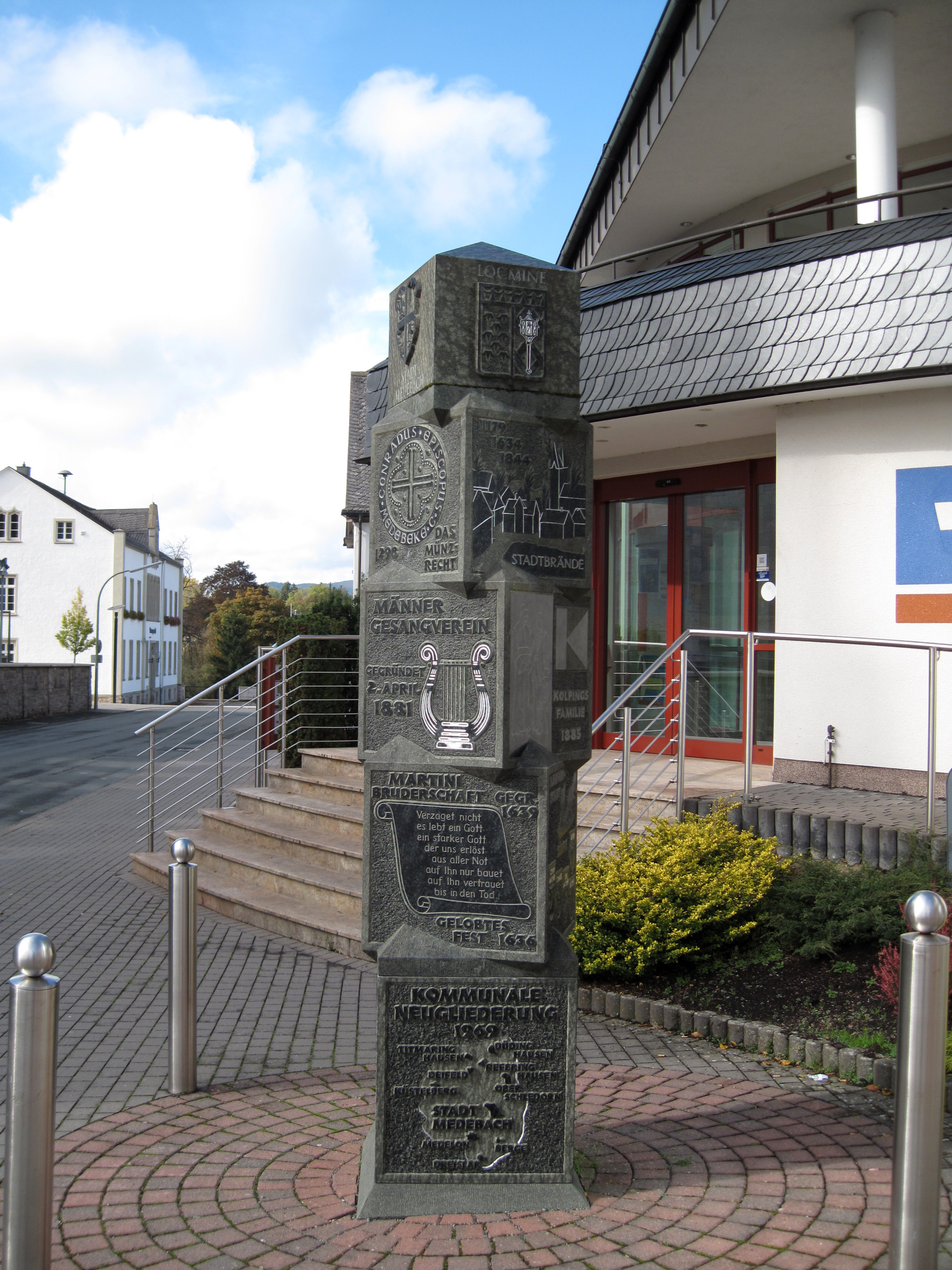
Stele vor der Volksbank mit Darstellungen der Geschichte von Medebach, Ansicht 2. Seite
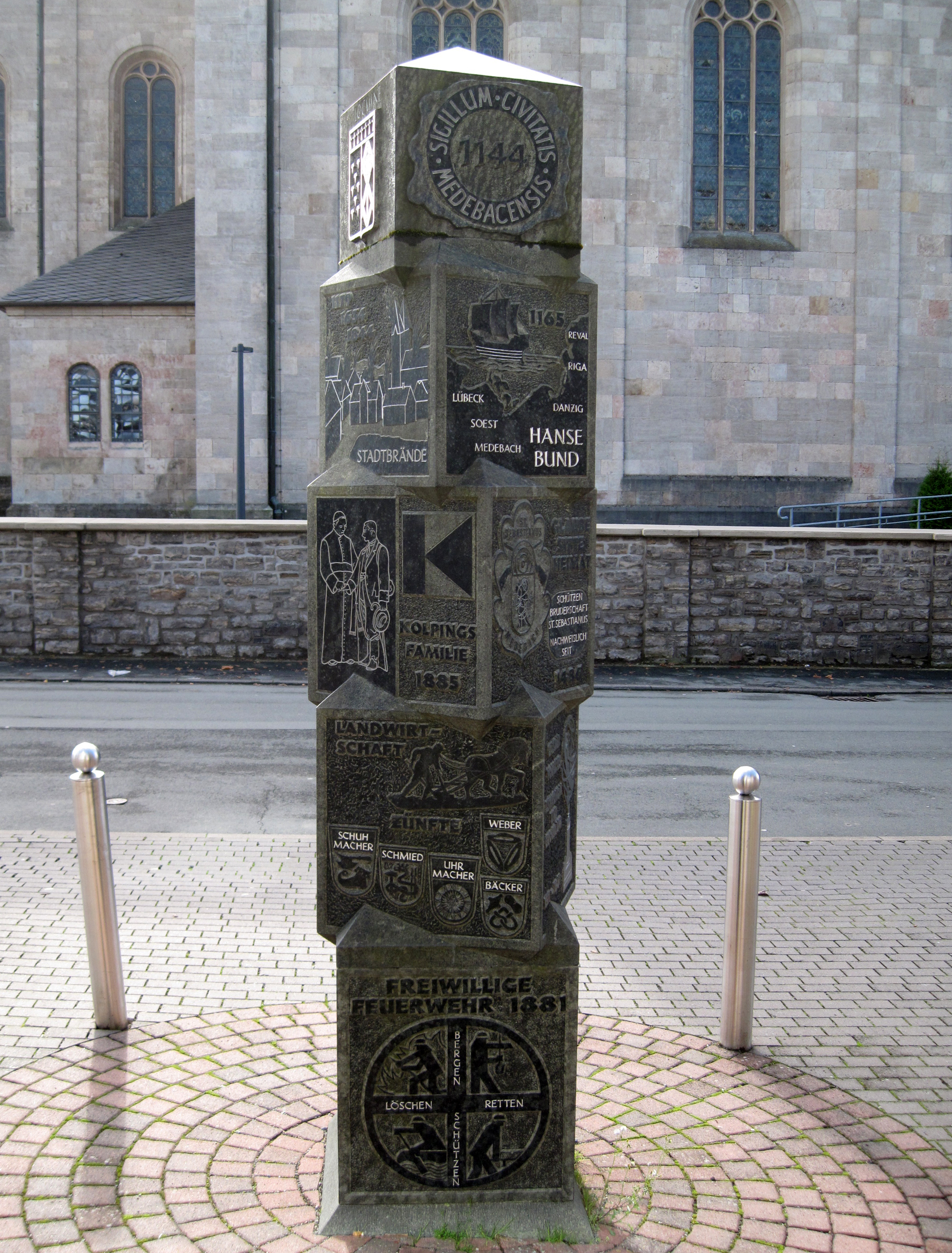
Stele vor der Volksbank mit Darstellungen der Geschichte von Medebach, Ansicht 3. Seite
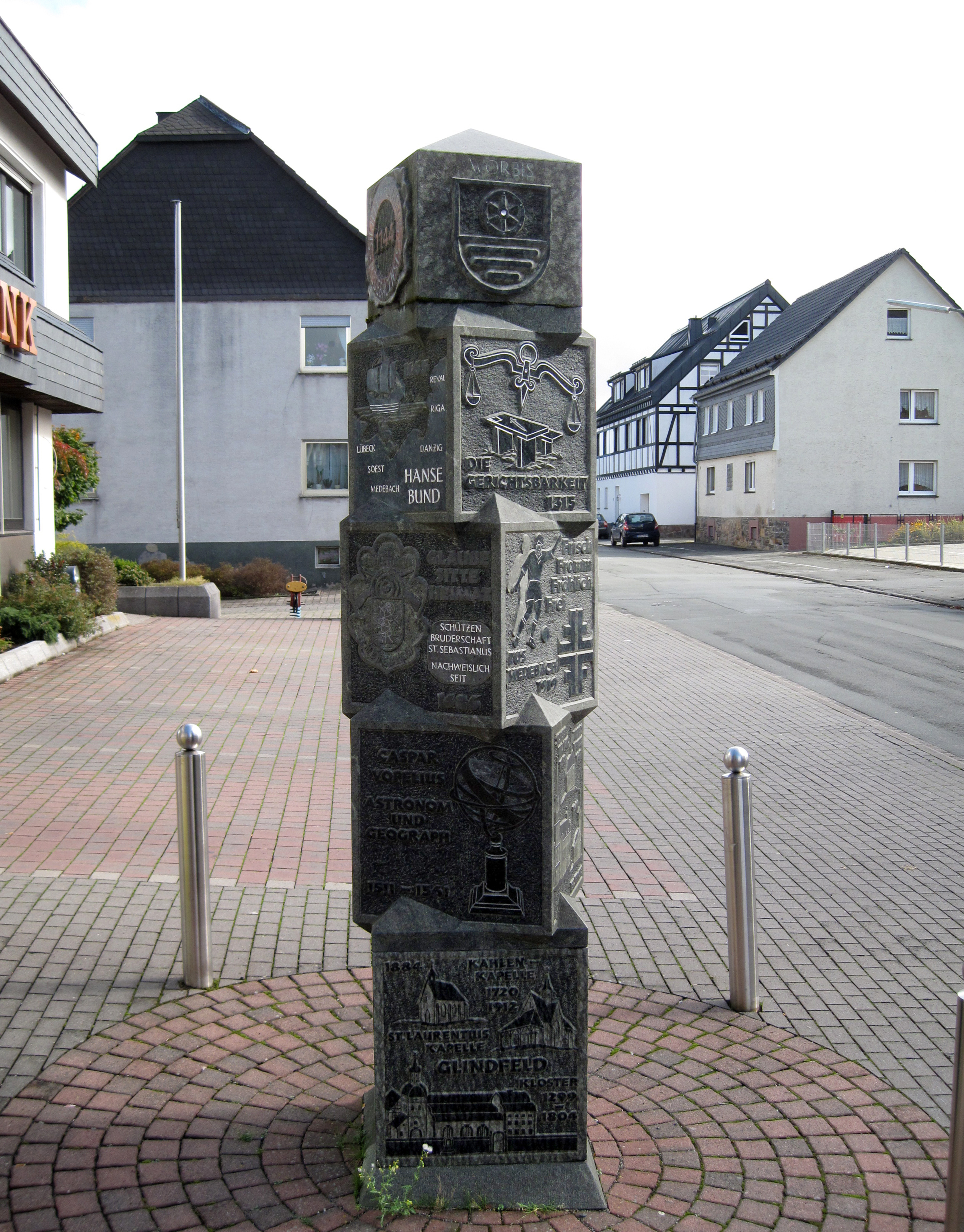
Stele vor der Volksbank mit Darstellungen der Geschichte von Medebach, Ansicht 4. Seite

### Religionen

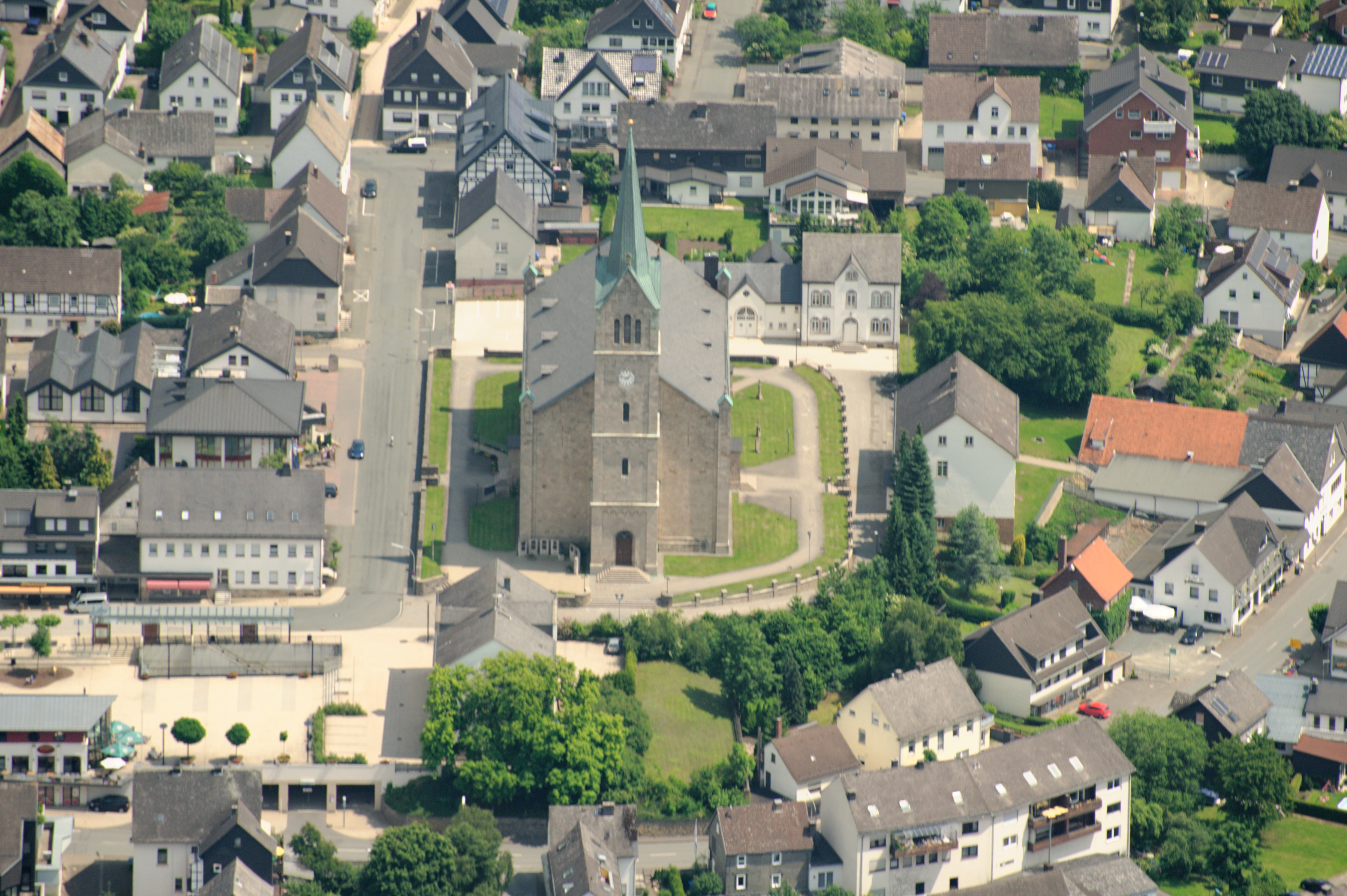
St.-Peter-und-Paul-Kirche aus der Luft

Der Zeitpunkt eines ersten Kirchenbaus ist unklar. Bereits 1120 muss eine Kirche bestanden haben, die wie der Ort zum Tafelgut des Kölner Bischofs gehörte. Bischof Arnold weihte 1144 eine Kirche, vermutlich die heutige Andreaskapelle. Die Patronatsrechte wechselten. Sie lagen 1231 bei Graf Adolf I. von Waldeck, der darauf zu Gunsten des Klosters Glindfeld verzichtete. Der Vorsteher des Klosters war bis zur Säkularisation offiziell auch Pfarrer der Stadt und ernannte für die Seelsorge einen Stellvertreter.
Während das benachbarte Waldeck protestantisch wurde und blieb, kehrte Medebach nach einer protestantischen Phase um 1600 als Teil des kurkölnischen Herzogtums Westfalen zum Katholizismus zurück. Dies spiegelt sich noch in der modernen Konfessionsverteilung wider. Im Jahr 2005 lag der Anteil der katholischen Bevölkerung bei 72 %. 16 % stellten die Protestanten und 12 % gehörten anderen Religionen beziehungsweise Konfessionen oder keiner Glaubensgemeinschaft an.
Für die katholischen Gläubigen besteht der Pastoralverbund Medebach mit Pfarrgemeinden in den meisten Ortsteilen. Nach der Zuwanderung protestantischer Einwohner wurde 1837 eine evangelische Kirchengemeinde gegründet.

### Einwohnerentwicklung
Die Einwohnerzahl der (Kern-)Stadt Medebach stieg im 19. Jahrhundert von etwa 1900 auf 2500 Personen langsam an, fiel zur Jahrhundertwende jedoch wieder auf unter 2000. Bis Mitte des 20. Jahrhunderts erreichte die Zahl etwa 3400. Durch die Eingemeindungen 1969 verdoppelte sich die Einwohnerzahl auf zunächst über 7000 und stieg noch weiter an. Der Höhepunkt wurde zum Stichtag 31. Dezember 2000 mit 8356 Einwohnern erreicht. Seitdem ist ein leichter Rückgang zu verzeichnen.
Die Werte ab 1975 stammen vom Landesamt für Datenverarbeitung und Statistik NRW und beziehen sich jeweils auf das Ende des angegebenen Jahres.
| Jahr | Einwohner |
| ---- | --------- |
| 1818 | 1936      |
| 1839 | 1992      |
| 1858 | 2050      |
| 1867 | 2500      |
| 1871 | 2336      |
| 1885 | 2257      |

| Jahr | Einwohner |
| ---- | --------- |
| 1895 | 2058      |
| 1905 | 1992      |
| 1925 | 2243      |
| 1933 | 2384      |
| 1939 | 2444      |
| 1951 | 3400      |

| Jahr | Einwohner |
| ---- | --------- |
| 1975 | 7351      |
| 1980 | 7149      |
| 1985 | 7138      |
| 1990 | 7560      |
| 1995 | 8200      |
| 2000 | 8356      |

| Jahr | Einwohner |
| ---- | --------- |
| 2005 | 8210      |
| 2006 | 8131      |
| 2007 | 8068      |
| 2011 | 7923      |
| 2012 | 7876      |
| 2013 | 7857      |

| Jahr | Einwohner |
| ---- | --------- |
| 2016 | [00]7906  |
| 2022 | 7857      |

## Politik

### Stadtrat
Die Kommunalwahl am 13. September 2020 in Medebach führte zum rechts dargestellten Ergebnis und zur sich daraus ergebenden Sitzverteilung:
| Sitzverteilung des Stadtrats Medebach 2020–2025Insgesamt 26 Sitze - SPD: 3 - FW: 4 - FDP: 2 - CDU: 17 |

Die Zusammensetzung des Stadtrates der vergangenen sechs Kommunalwahlen in Nordrhein-Westfalen sieht wie folgt aus:
| Partei / Liste | Sitze 2020 | % 2020 | Sitze 2014 | % 2014 | Sitze 2009 | % 2009 | Sitze 2004 | % 2004 | Sitze 1999 | Sitze 1994 |
| -------------- | ---------- | ------ | ---------- | ------ | ---------- | ------ | ---------- | ------ | ---------- | ---------- |
| CDU            | 17         | 65,7 % | 17         | 63,6 % | 15         | 56,4 % | 16         | 56,1 % | 21         | 19         |
| SPD            | 03         | 10,1 % | 03         | 12,1 % | 03         | 09,7 % | 04         | 12,5 % | 05         | 06         |
| FDP            | 02         | 09,9 % | 02         | 08,9 % | 03         | 09,8 % | 02         | 08,8 % | 02         | 02         |
| FWG Medebach   | 04         | 14,4 % | 04         | 15,1 % | 07         | 24,1 % | 06         | 22,6 % | 0–         | 0–         |

Die Spalten „%“ geben den jeweiligen Stimmenteil an.

### Bürgermeister
1844 war Amtmann Hauck gleichzeitig Ortsvorsteher. Nach seinem Tod war Franz Hellwig bis 1864 Stadtoberhaupt. Danach folgte Josef Flamm als Ortsvorsteher bis 1894. Bis 1916 war Fritz Schäfer Ortsvorsteher. Sein Nachfolger Josef Schröder wurde 1933 von den Nationalsozialisten abgesetzt. Bis 1934 war Fritz Weber Ortsvorsteher, abgelöst von Beule (bis 1945). 1946 bis 1948 war Josef Ricken Bürgermeister. Seit 1948 war Albert Klüppel Bürgermeister. Zwischen 1961 und 1975 amtierte Fritz Schröder als ehrenamtlicher Bürgermeister. Anschließend war Günter Langen bis 1998 ehrenamtlicher Bürgermeister. Stadtdirektor war von 1969 bis 1982 Gerd Hausmann. Zu seinem Nachfolger wurde 1982 Heinrich Nolte gewählt. Nach zwei Amtsperioden als Stadtdirektor wählte der Rat der Stadt Medebach Heinrich Nolte 1998 zum ersten hauptamtlichen Bürgermeister der Stadt; er wurde in zwei Direktwahlen (1999 und 2004) durch die Bürger gewählt. Nach den Kommunalwahlen im Jahre 2009 trat Thomas Grosche (CDU) die Nachfolge von Heinrich Nolte an. Bei der Kommunalwahl 2014 wurde er mit 94,72 % der Stimmen im Amt bestätigt. Er erreichte damit das höchste Einzelergebnis in NRW, dies allerdings ohne Gegenkandidaten.

### Bundestagswahl
Medebach war bei den Bundestagswahlen 2005 und 2009 Teil des Wahlbezirks 148 Hochsauerlandkreis. Gewählt wurden als Direktkandidaten 2005 Friedrich Merz, 2009 und 2017 Patrick Sensburg, beide von der CDU. In Medebach erzielte Merz 73,0 Prozent der Stimmen, Sensburg 2009 51,7 % und 2017 60,94 %.
Bei den vergangenen fünf Bundestagswahlen erzielten die Parteien folgende Ergebnisse (Erststimmen):
| Partei     | 2017    | 2013    | 2009   | 2005   | 2002   |
| CDU        | 60,94 % | 69,71 % | 51,7 % | 73,0 % | 69,7 % |
| SPD        | 16,16 % | 17,48 % | 26,6 % | 19,3 % | 20,9 % |
| FDP        | 6,81 %  | 1,64 %  | 9,1 %  | 2,9 %  | 5,8 %  |
| Die Grünen | 2,64 %  | 2,66 %  | 5,3 %  | 1,5 %  | 2,4 %  |
| Die Linke  | 2,85 %  | 2,92 %  | 6,2 %  | 2,7 %  | 0,6 %  |
| NPD        | –       | 1,22 %  | 1,0 %  | 0,6 %  | –      |
| AfD        | 6,0 %   | –       | –      | –      | –      |
| Sonstige   | 4,60 %  | 4,37 %  | –      | –      | 0,7 %  |

### Landtagswahl
Bei der Landtagswahl 2005 erzielte die CDU in Medebach einen Stimmenanteil von 73,3 %. Die SPD kam auf 14,7 %, die FDP auf 6,3 %, Bündnis 90/Die Grünen auf 2 %. Die WASG erhielt 1,5 % der Stimmen. Die übrigen Parteien spielten keine Rolle. Hubert Kleff (CDU) zog mit einem Direktmandat in den Landtag ein; gewählt wurde im Wahlkreis 125 Hochsauerlandkreis II – Soest III.
Bei der Landtagswahl 2017 erzielte die CDU in Medebach einen Stimmenanteil von 68,41 %. Die SPD kam auf 11,9 %, die FDP auf 6,59 %, Bündnis 90/Die Grünen auf 1,6 %. Die Linke erhielt 1,93 % der Stimmen. Die Freien Wähler erzielten ein Ergebnis von 8,12 %. Die restlichen Parteien spielten keine Rolle. Matthias Kerkhoff (CDU) zog mit einem Direktmandat in den Landtag ein; gewählt wurde im Wahlkreis 125 Hochsauerlandkreis II – Soest III.

### Wappen
| Wappen von Medebach | Blasonierung: „Geviert von Rot und Silber durch ein durchgehendes schwarzes Kreuz; im ersten Feld eine silberne Lilie, im vierten Feld ein aufrechter silberner Schlüssel mit abgekehrtem Bart.“ |
| Wappen von Medebach | Wappenbegründung: Das Kreuz weist auf die ehemalige Zugehörigkeit der Stadt zu Kurköln hin. Der Schlüssel ist das Symbol des Heiligen Petrus, des Stadt- und Kirchenpatrons der alten Stadt Medebach. Dem Wappen des Augustinerinnenklosters Glindfeld ist die heraldische Lilie entnommen. Es handelt sich um dasselbe Wappen, wie es die alte Stadt Medebach seit 1951 und nach dem ab 1969 geltenden Zusammenschluss mit den Gemeinden des Amtes Medebach führte. Die amtliche Genehmigung erfolgte am 27. November 1979. Hiervon zu unterscheiden ist ein Wappen, das Stadt und Amt Medebach seit 1912 führten. |

### Städtepartnerschaften
Medebach unterhält mit dem französischen Locminé seit dem 7. Juni 1992 und mit dem thüringischen Worbis seit Mai 1994 Partnerschaften. Ferner ist Medebach Mitglied der Neuen Hanse und war Teil der Westfälischen Hanse.

## Kultur und Sehenswürdigkeiten

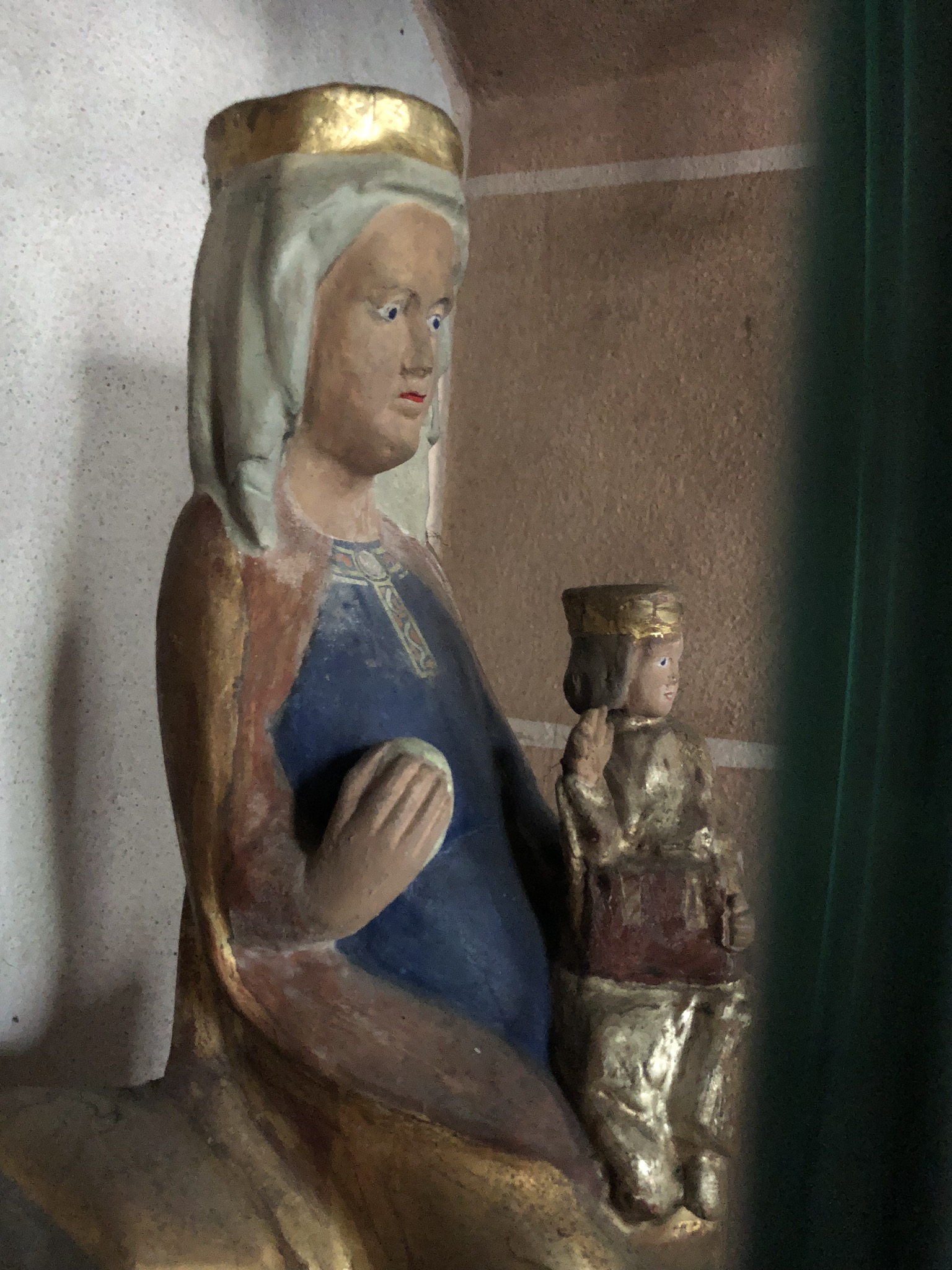
Sitzmadonna aus dem 13. Jahrhundert

### Musik
In Medebach gibt es fünf Chöre bzw. Gesangsvereine, drei Orchester bzw. Spielmannszüge und vier allgemeine Musikvereine.

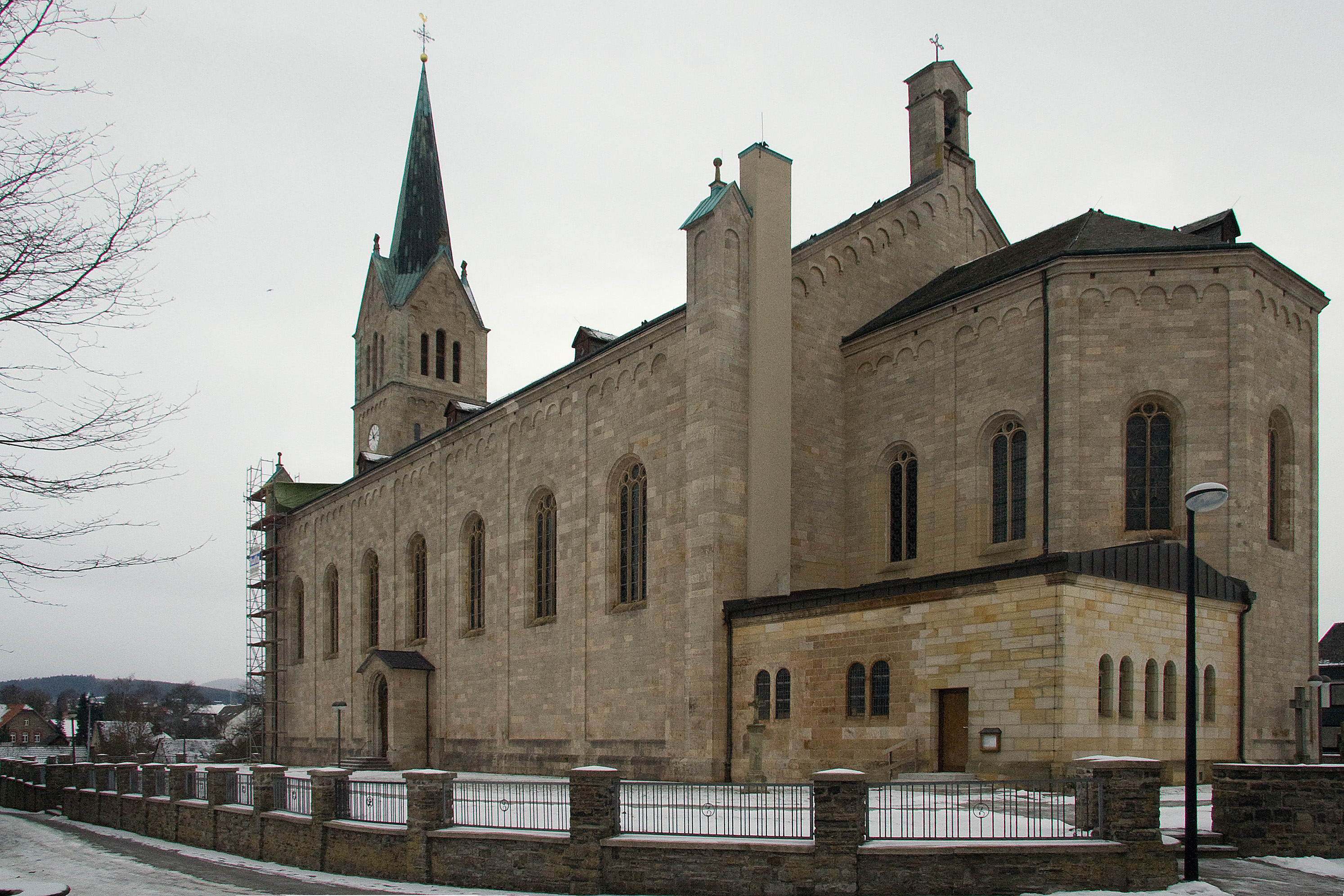
Pfarrkirche

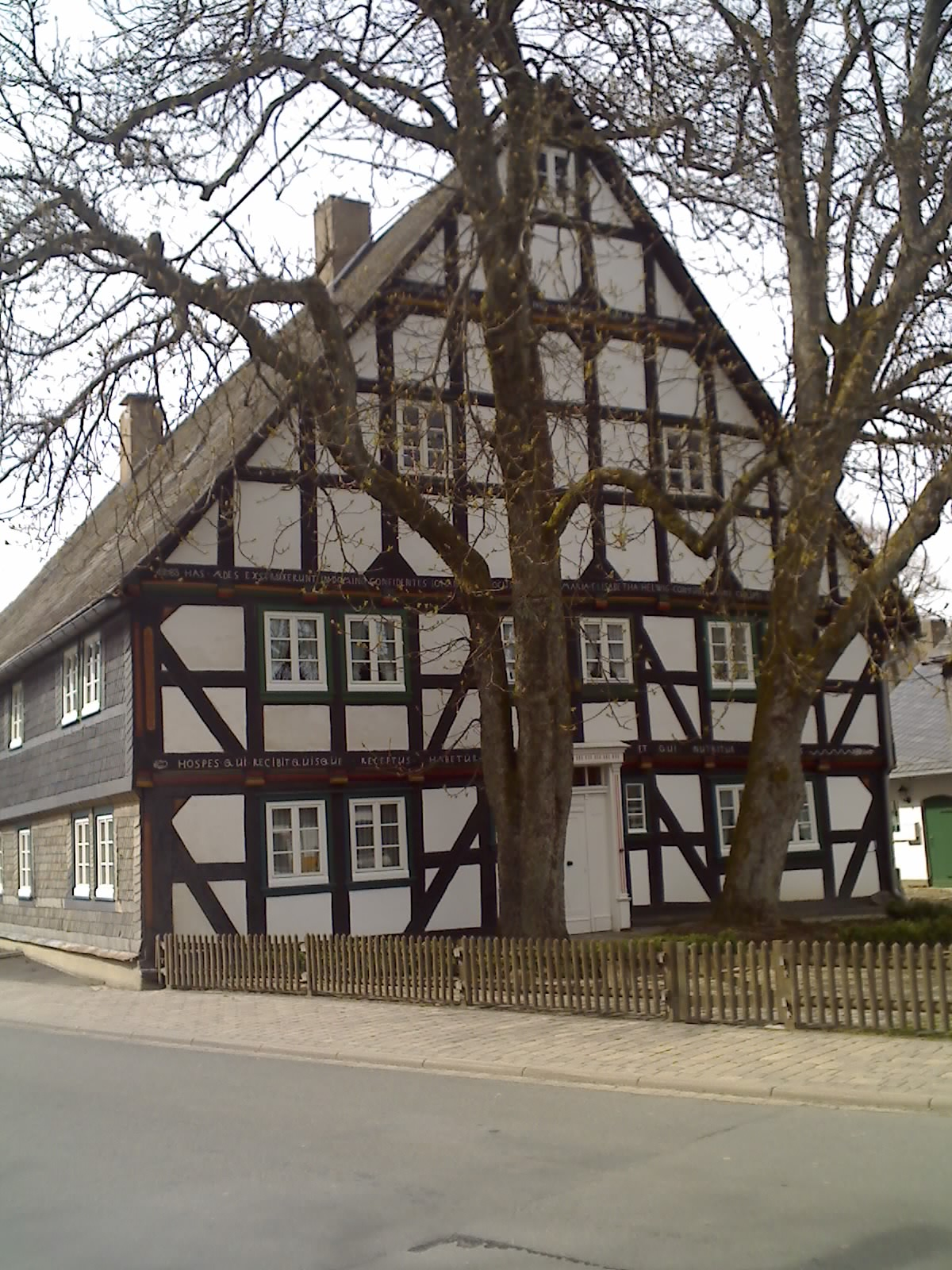
Fachwerkhaus Padberg-Ewers in Küstelberg

### Bauwerke
Im Stadtgebiet stehen mehrere bemerkenswerte Kirchen. Die Pfarrkirche St. Peter und Paul ist eine der größten Hallenkirchen im Erzbistum Paderborn. Ganz in der Nähe befindet sich die Andreaskapelle aus dem Jahr 1238, das älteste erhaltene Gebäude von Medebach. Die Pfarrkirche St. Nikolaus in Referinghausen aus dem Jahr 1526 beherbergt eine romanische Sitzmadonna aus dem 13. Jahrhundert. Sie hält in der rechten Hand ein Ei. Dieses (heidnische) Fruchtbarkeitssymbol, das aber auch für die Jungfräulichkeit Mariens oder die Auferstehung stehen kann, ist einzigartig in einer christlichen Mariendarstellung des Mittelalters. Die Barockkapelle St. Johannes in Berge stammt aus dem Jahr 1696. Dort sind Bilder der zwölf Apostel zu sehen, die früher im Besitz von Kloster Glindfeld waren. Die romanische Hallenkirche in Deifeld stammt aus dem 13. Jahrhundert.
Am sogenannten heiligen Berg Kahlen in der Nähe des ehemaligen Klosters Glindfeld existiert ein historischer Kreuzweg. Auf dem Berg steht die Kahlenkapelle mit einer barocken Kreuzgruppe auf dem Vorplatz.
Zu den zahlreichen Fachwerkhäusern Medebachs aus dem 17. und 18. Jahrhundert gehört das Haus Padberg-Ewers in Küstelberg aus dem Jahr 1748, welches damit das älteste Haus des Ortes ist. In diesem Haus war die Kochbuchautorin Henriette Davidis zu Gast; hier schrieb sie Teile ihres bekannten Kochbuchs und benannte auch zwei Gerichte nach Küstelberg. Aus dem Jahr 1768 stammt der Hof Fresen im Ortsteil Titmaringhausen.

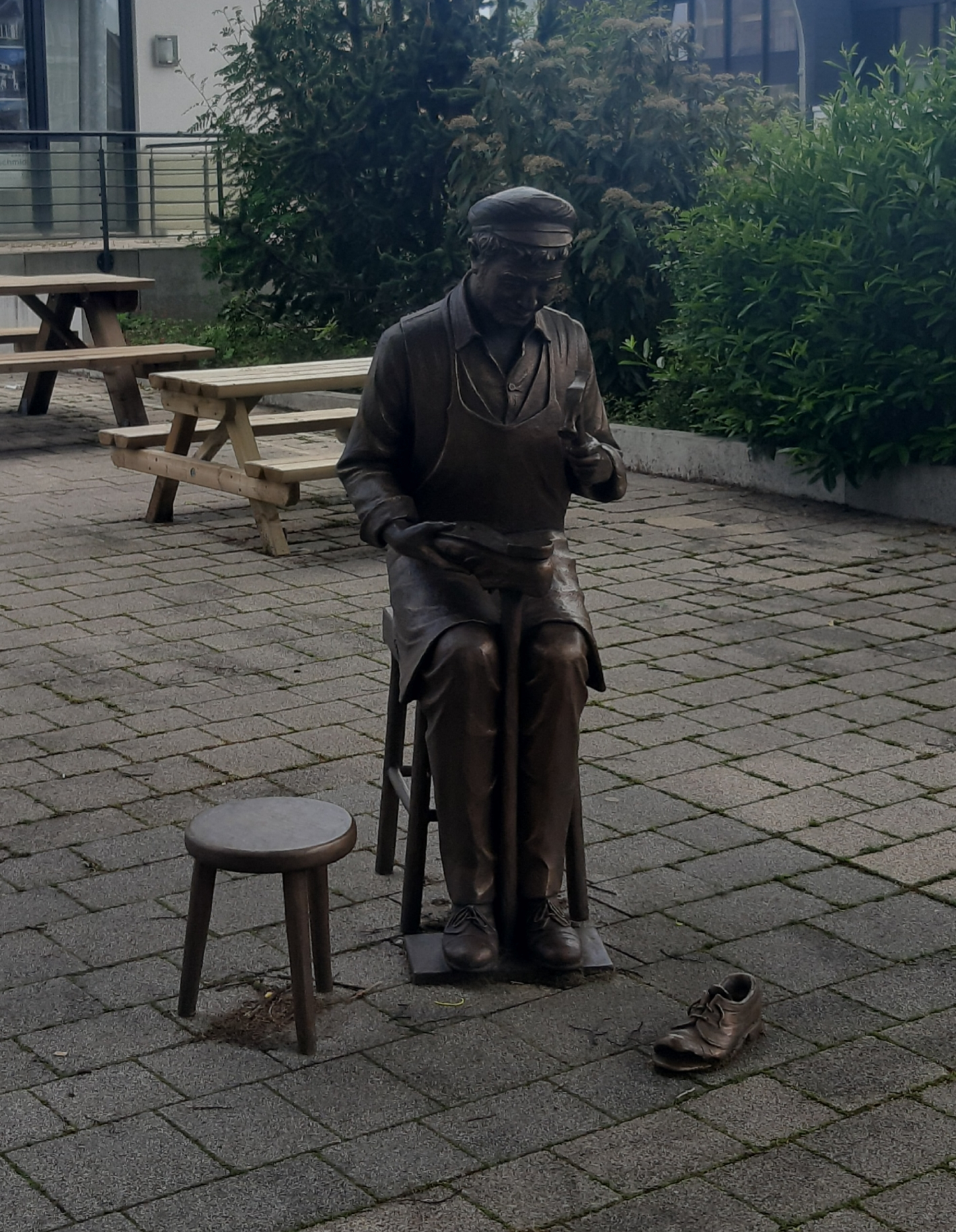
Medebacher Schuhmacher aus Bronze auf dem Marktplatz

Im Sommer 2018 wurde auf dem Medebacher Marktplatz eine Bronzeskulptur errichtet, welche einen Schuhmacher bei seiner Arbeit darstellt. Die Statue soll einen Dreiklang aus Landwirtschaft, Handwerk und Handel symbolisieren, welcher die Stadt erfolgreich gemacht hat und noch heute eine wichtige Rolle einnimmt. Die Bronzeskulptur stammt aus einer Bronzegießerei bei Plein in der Eifel.

### Naturdenkmäler

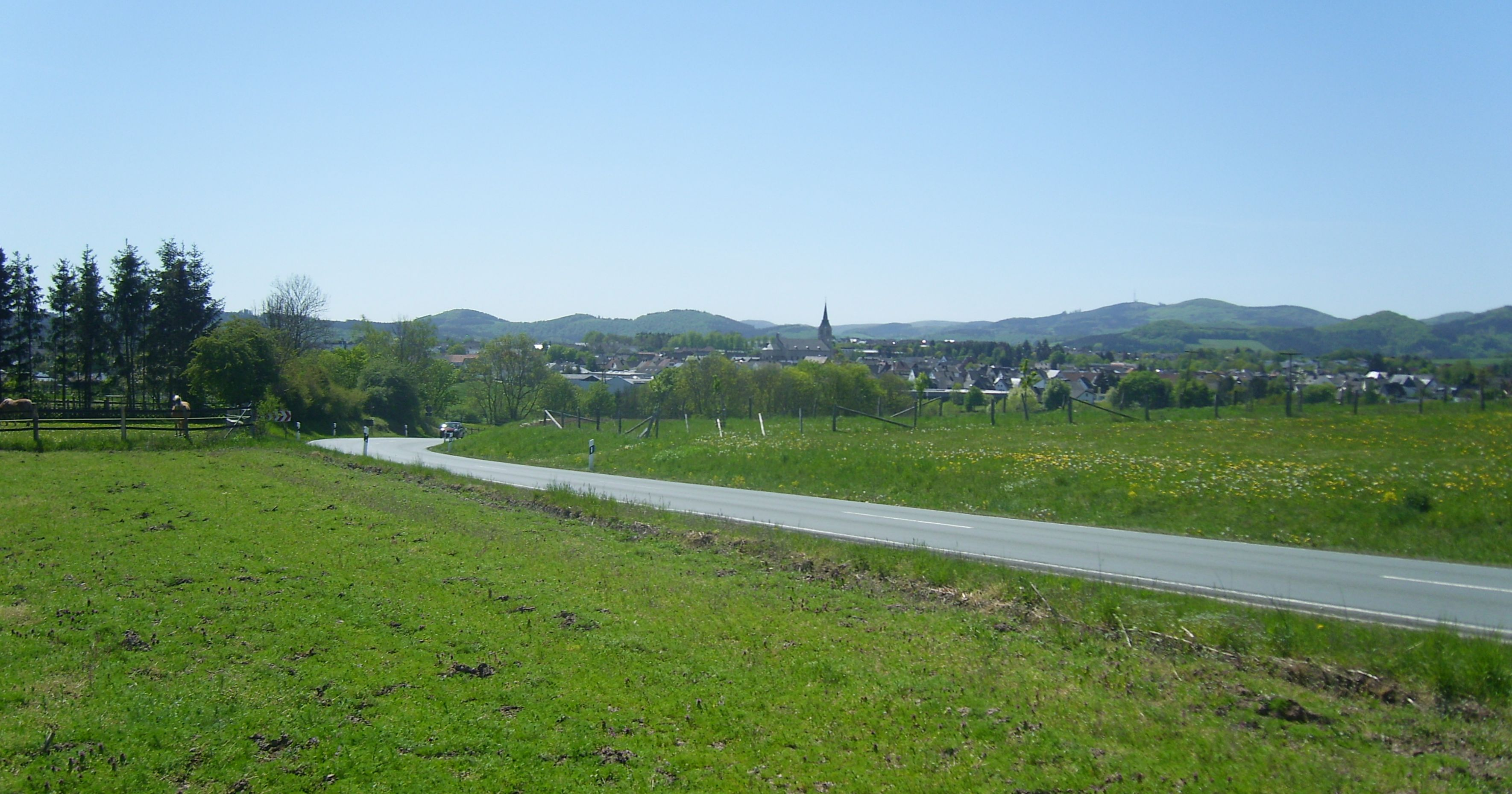
Medebach inmitten der Medebacher Bucht, die von hohen Randbergen (u. a. Bollerberg) des Rothaargebirges eingefasst ist

Die Medebacher Bucht an der Grenze zu Hessen unterscheidet sich durch ihre offene Landschaft, flachen Hügel, den geringen Niederschlag und eine höhere Durchschnittstemperatur stark vom angrenzenden Rothaargebirge. Das wegen der geringen Niederschläge und sauren Böden landwirtschaftlich nur schwer nutzbare Gebiet blieb von Flurbereinigungen und ähnlichen Maßnahmen weitgehend verschont. Es existieren dort Weiden, Bergheiden, Ginsterkuppen und Hecken als Lebensräume für zahlreiche teilweise bedrohte Tier- und Pflanzenarten. Fast das gesamte Gebiet der Stadt mit Ausnahme der Gebäude unterliegt den strengen Bestimmungen der Fauna-Flora-Habitat-Richtlinie der EU. Das Schutzgebiet ist das zweitgrößte seiner Art in Nordrhein-Westfalen. Die entstandenen Konflikte mit den Interessen der Landwirtschaft führten zu einer Vereinbarung der verschiedenen Interessengruppen, die Vorbild für ähnliche Projekte wurde. Umgesetzt wurden die Naturschutzmaßnahmen insbesondere von der Biologischen Station Hochsauerland.

### Sport

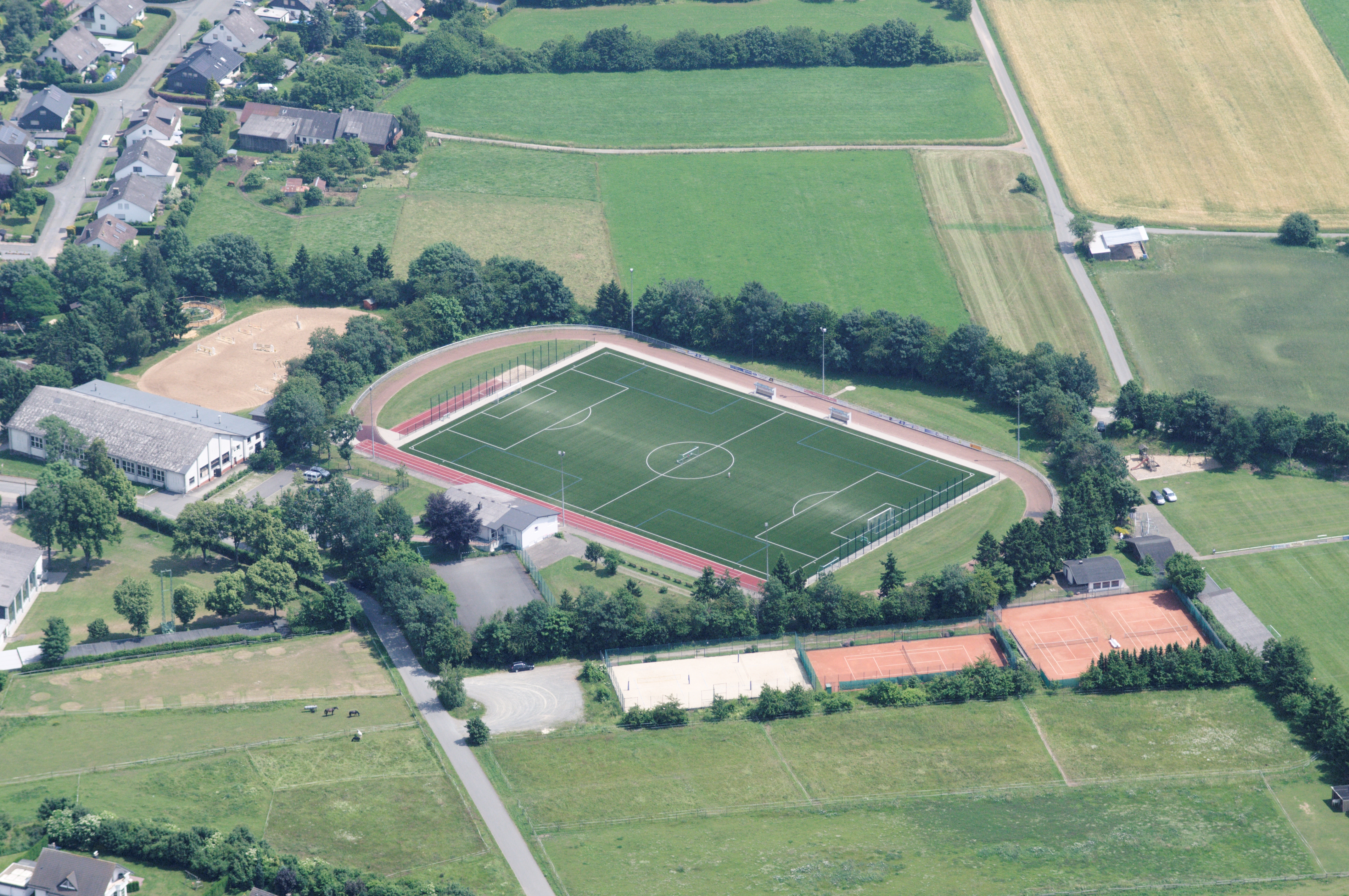
Sportplatz Medebach

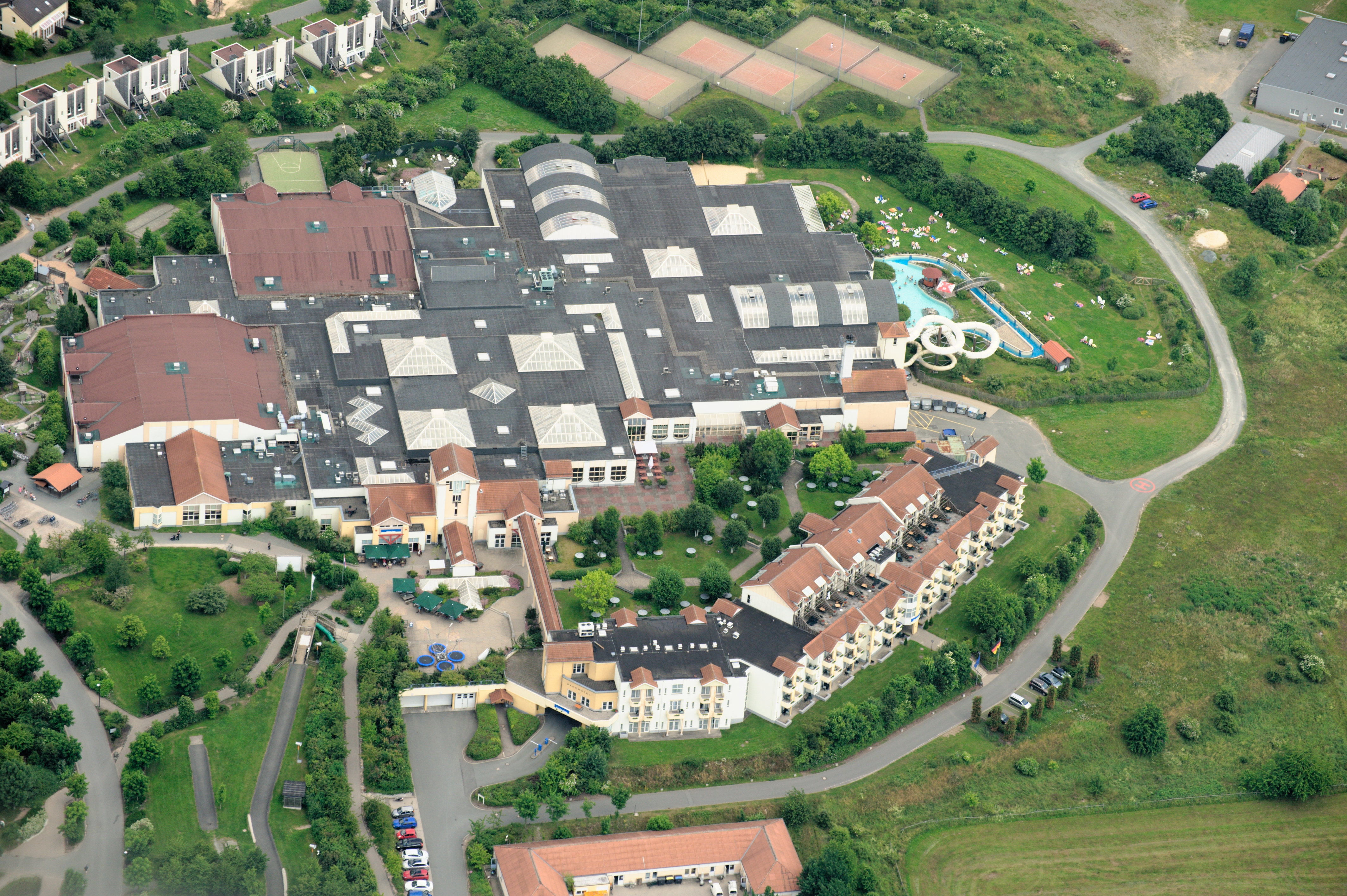
Aqua Mundo

Durch den Rothaarsteig ist der Wander- und Klettersport in Medebach verbreitet. Der Kreissportbund des Hochsauerlandes bietet Kurse in der Sportart Nordic Walking an. Überhaupt stehen die touristischen Sportarten im Fokus. Dazu gehört auch der Radsport, der von der Bike Arena Sauerland profitiert. Schwimmsport ist im Hallenbad und im Centerpark möglich.
Der mit Abstand bedeutendste Verein ist der TuS Medebach. Er wurde am 23. November 1919 als reiner Turnverein gegründet. Eine Fußballabteilung kam 1920 hinzu. Ein Höhepunkt war das Jahr 1947, als der TuS Medebach unter anderem gegen Borussia Dortmund und Schalke 04 spielte. Diese kamen nach Medebach aufs Land, um Lebensmittel zu erhalten. Als Sportplatz diente zunächst der damalige Kirmesplatz. 1960 wurde in Medebach ein Aschenplatz errichtet, auf dem die Fußballspiele stattfinden konnten. Am 30. Juli 1978 wurde das Hansestadion, bestehend aus einem Rasenplatz mit einer Tribüne, eingeweiht. Höhepunkte waren unter anderem das 1981 stattfindende Spiel des damaligen Bundesligisten MSV Duisburg gegen die chinesische Fußballnationalmannschaft. Zwei Jahre später spielte die japanische Fußballnationalmannschaft gegen Arminia Bielefeld im Hansestadion. Im Jahr 2010 wurde der Aschenplatz durch einen hochwertigen Kunstrasenplatz ersetzt.

### Museen

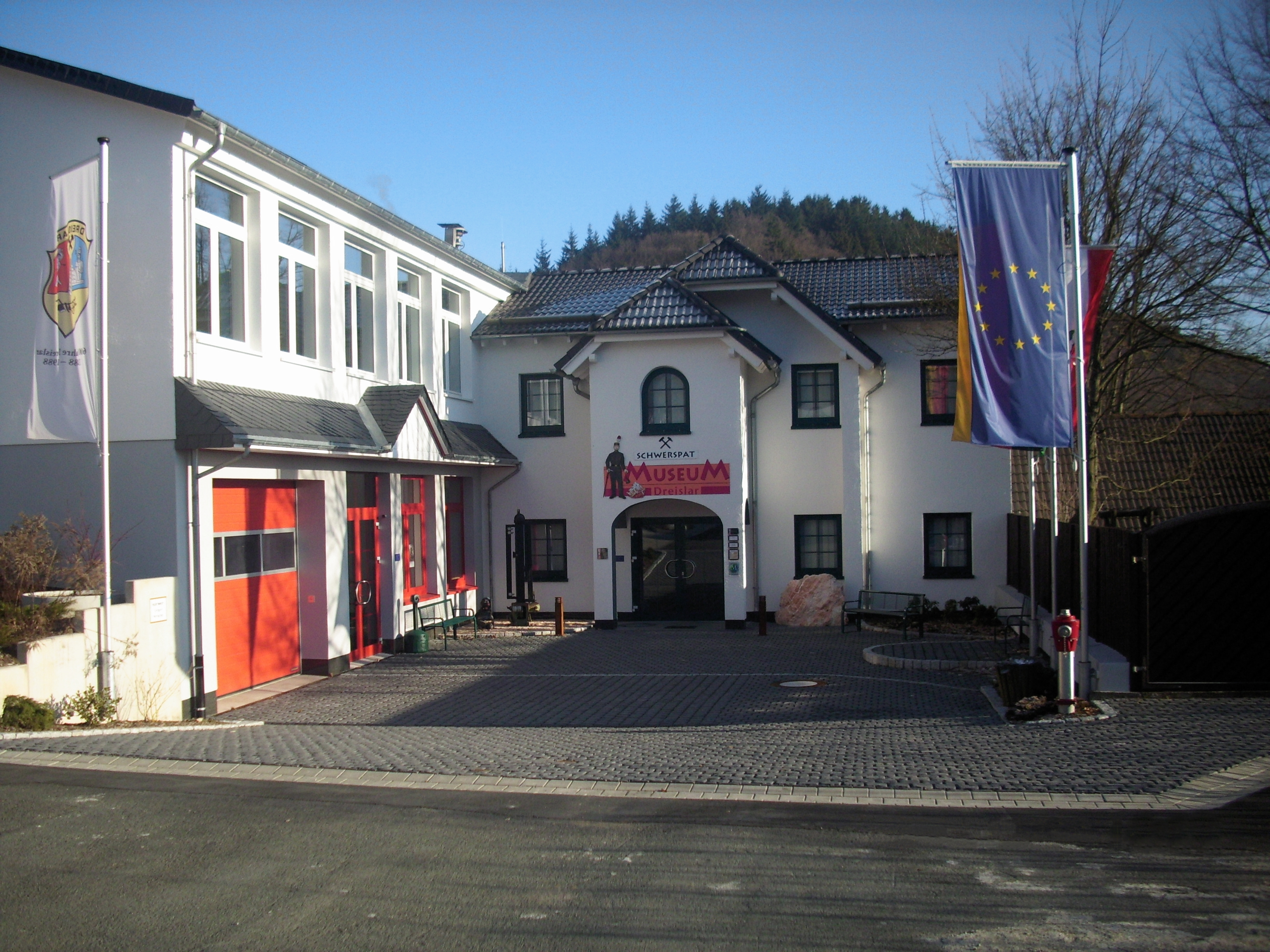
Schwerspatmuseum in Dreislar

Das Städtische Museum wurde auf Initiative des Heimat- und Geschichtsvereins 1989 in einem Bürgerhaus aus dem 18. Jahrhundert eingerichtet. Gezeigt werden archäologische Funde und Gegenstände des alltäglichen Lebens in der Vergangenheit. Schwerpunkt ist der Wandel von einer Ackerbürgerstadt zu der stark vom Tourismus geprägten Gemeinde.
Am Marktplatz befindet sich eine mit modernsten technischen Mitteln gestaltete Ausstellung zum Fauna-Flora-Habitat und Europäischen Vogelschutzgebiet Medebacher Bucht. Die Ausstellung umfasst die Bereiche Tourismus, Naturraum Medebacher Bucht und heimische Wirtschaft.
Das Schwerspatmuseum in der ehemaligen Schule des Ortsteils Dreislar informiert über den Bergbau und die dabei gefundenen Mineralien.
Im Kulturspeicher Pastoren-Scheune in Düdinghausen befindet sich eine historische Drechselwerkstatt, die Einblick in dieses früher dort sehr verbreitete Handwerk bietet.
In der Dorfmitte Oberschledorns befindet sich neben dem Kunstcafe und dem Kultur und Malzentrum (KuMa) eine dauerhafte Kunstausstellung über das Leben und Wirken der Kirchenmalerfamilie Bergenthal. Die Sammlungen besitzen einen großen künstlerischen sowie kunsthistorischen Wert. Die Familie Bergenthal war von 1887 bis 1994 in Oberschledorn tätig. Das Gesamtwerk umfasst über 3000 Inventarblätter.

### Regelmäßige Veranstaltungen
- Seit 1636 findet das so genannte Gelobte Fest statt. Dabei bitten die Bürger Gott, die Stadt vor Krieg, Hunger und Pest zu verschonen. Am Samstag vor dem Namenstag von Johannes dem Täufer zieht eine Prozession durch die Stadt.
- Der Karneval in der Stadt Medebach blickt auf eine lange Tradition zurück. 1953 gründete die Kolping-Theatergruppe die Karnevalsvereinigung „Karnevalisten Rot-Weiß Medebach“.[69] Seitdem werden zur Karnevalszeit  Narrensitzungen, ein Fastnachtsball und ein Rosenmontagsumzug veranstaltet. Die Besucher werden mit dem traditionellen Karnevalsgruß Medebach Halei gegrüßt. In Medelon und Oberschledorn finden ebenfalls jährlich Karnevalssitzungen und -umzüge statt, in Medelon findet außerdem eine Herrensitzung statt.
- Ferner gibt es ein Straßenmalerfest. In allen Ortsteilen werden Schützenfeste gefeiert. Die St.-Sebastianus-Schützenbruderschaft geht auf das Jahr 1486 zurück. Schützenfeste fanden bereits im 16. Jahrhundert statt.
- Vom Kulturring der Stadt werden Konzerte veranstaltet. Kammermusikaufführungen finden auf Gut Glindfeld statt, während Orgel- und Chorkonzerte in der Pfarrkirche aufgeführt werden. Kunstausstellungen gibt es im Hansesaal.
- Jeden Mittwoch findet auf dem Marktplatz ein Lebensmittelmarkt statt.

### Kulinarische Spezialitäten
Eine besondere Spezialität der Region ist die Knochenwurst.

## Wirtschaft und Infrastruktur

### Wirtschaftsstruktur

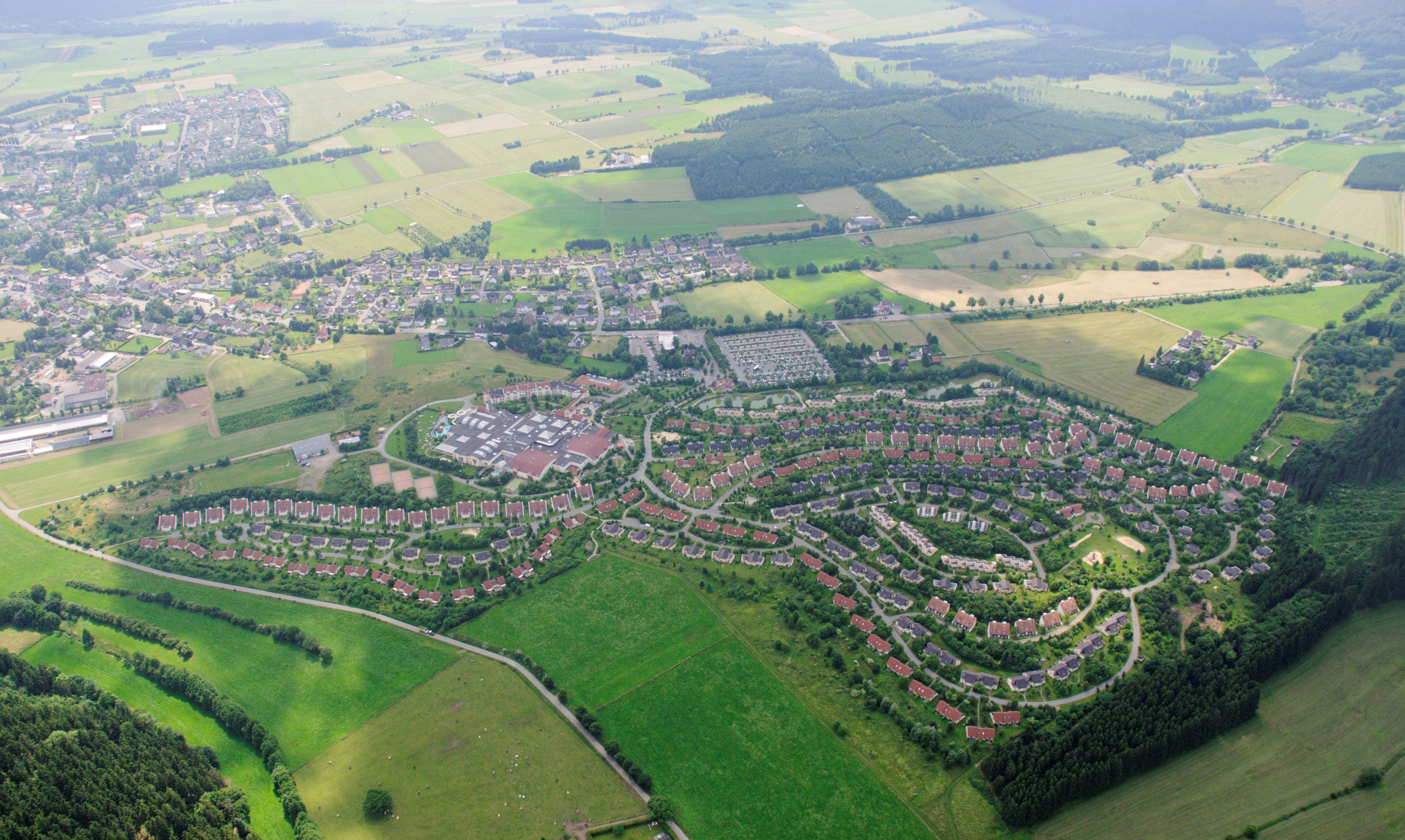
Center Parc Medebach aus der Luft

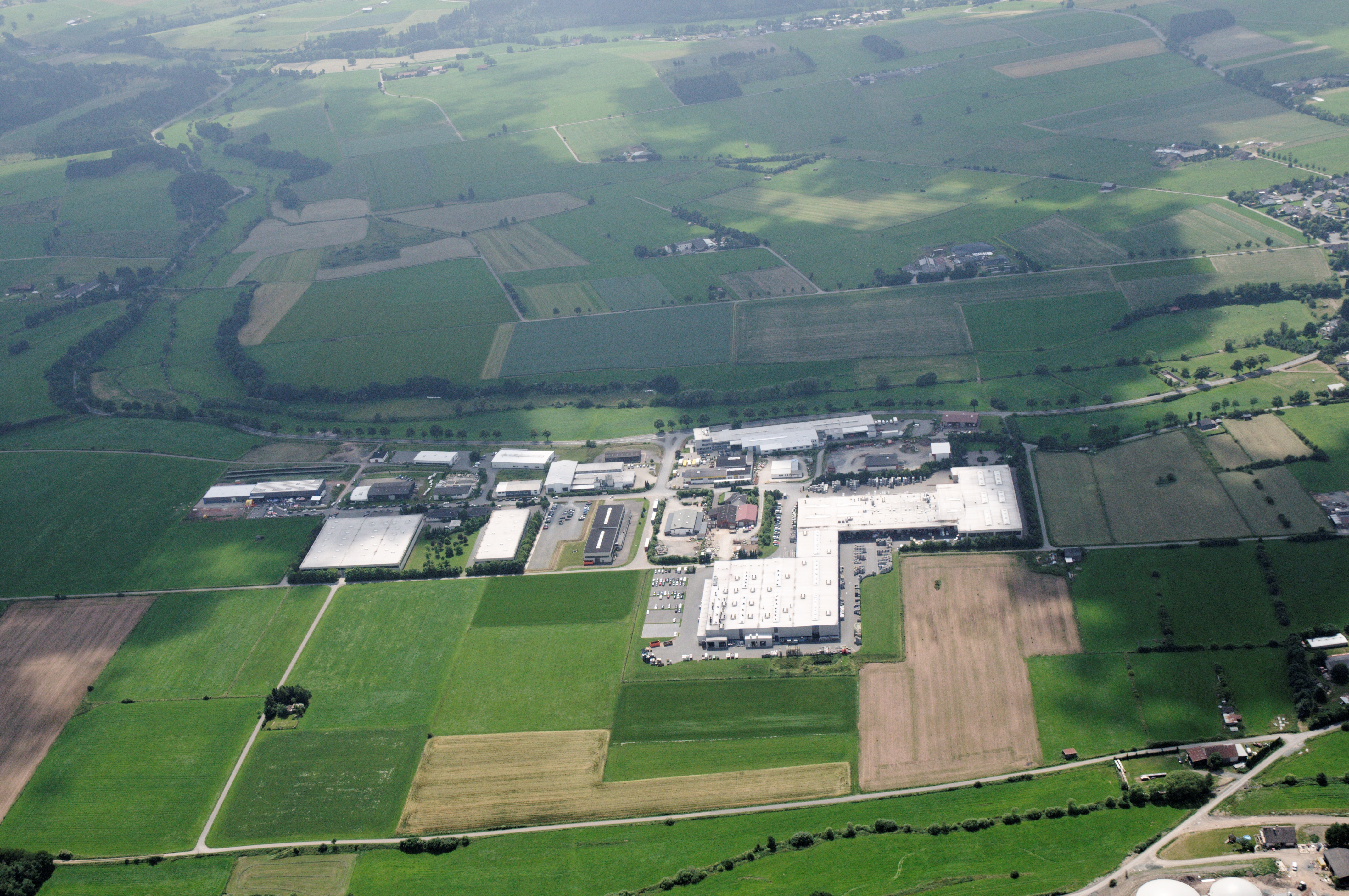
Gewerbegebiet Holtischer Weg mit dem Medebach (hinten) und der Harbecke (unten rechts) aus der Luft

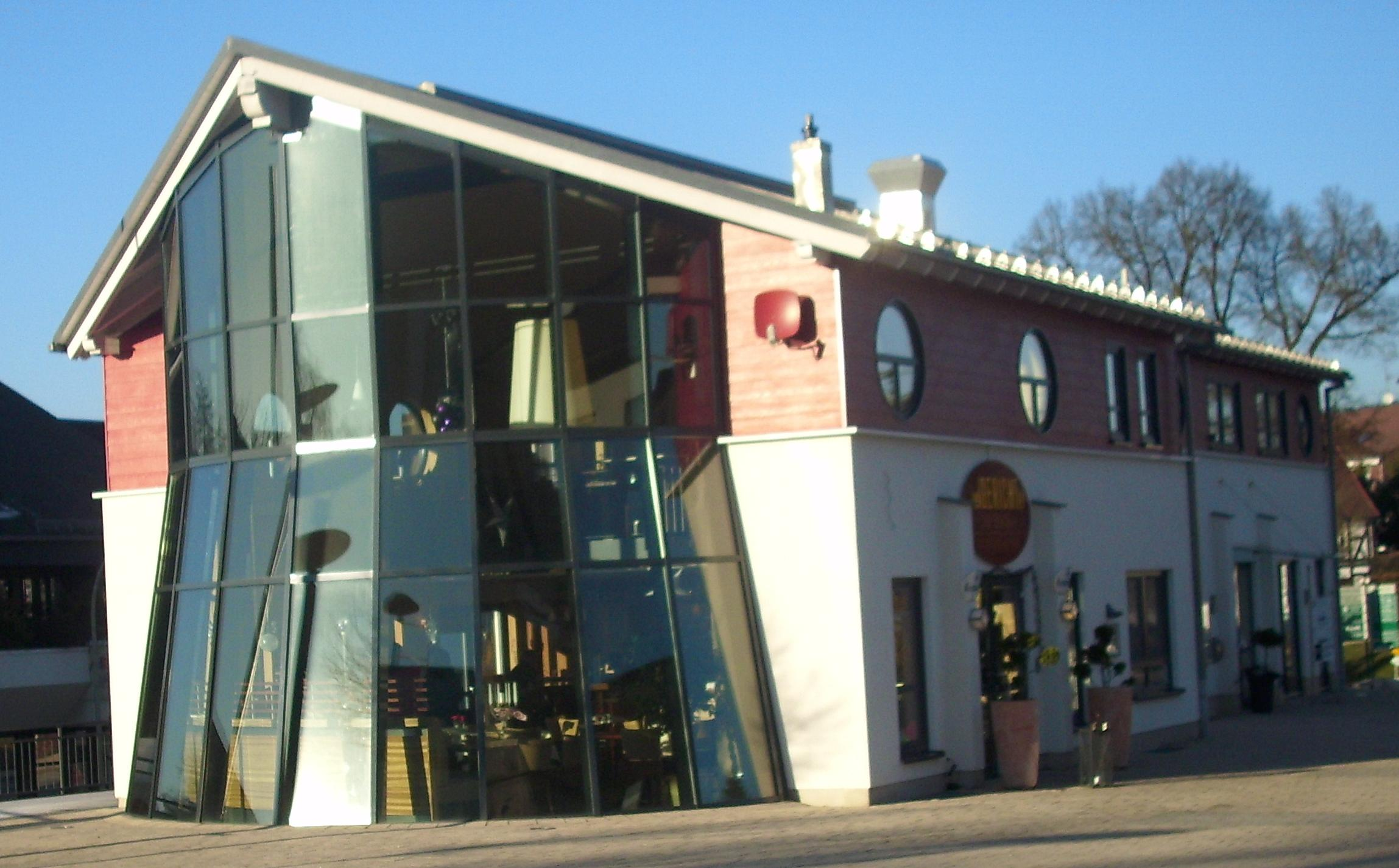
Modernes Gebäude

In vielen der zur Stadt gehörenden Dörfer prägt noch immer die Land- und Forstwirtschaft das Bild. Ein wichtiger Wirtschaftszweig ist gegenwärtig der Tourismus, der sich insbesondere seit den 1960er Jahren entwickelt hat. Seither wurde das Angebot für Wintersportler deutlich ausgebaut. Ein großer Arbeitgeber ist der ehemalige Grand Dorado und heutige Center Parc Hochsauerland mit etwa 300 Mitarbeitern. Der Ort profitiert auch von seiner Lage am Rothaarsteig. Insgesamt bestanden im Jahr 2005 27 Betriebe des Übernachtungsgewerbes mit zusammen über 4000 Betten. Im selben Jahr zählte man fast 770.000 Übernachtungen. Der Anteil von ausländischen Gästen lag bei über 315.000.
Neben dem Tourismus zählen zu den stärksten Wirtschaftsfaktoren die Automobilzulieferbranche, die Leuchtenproduktion und der Maschinenbau. Die beiden größten Arbeitgeber im Gewerbegebiet Holtischer Weg sind die Fa. Borbet (Leichtmetallräder) und die Fa. Köster (Maschinenbau) mit zusammen rund 400 Arbeitsplätzen.
1897 wurde die in Küstelberg gegründete Strumpffabrik Ewers nach Medebach verlegt. Um 1950 arbeiteten dort 400 Beschäftigte. In den 1970er Jahren kam die Strumpffabrik Ewers aus Medebach in den Besitz der Firma Falke. Ende 1981 wurde die Produktion eingestellt; dadurch fielen etwa 240 Arbeitsplätze überwiegend für Frauen weg. Die Arbeitslosenquote in Medebach stieg auf fast 20 Prozent.
Von der Mitte der 1980er Jahre bis Anfang der 2000er Jahre gelang es, im Gewerbegebiet Holtischer Weg 18 Betriebe mit rund 600 Arbeitsplätzen anzusiedeln. Gemeinsam mit der 1994 erfolgten Eröffnung des Ferienparks mit seinen über 700.000 Übernachtungen jährlich wandelten sich damit die wirtschaftlichen Grundlagen der Stadt entscheidend zum Positiven. Im Jahr 1998 siedelte sich unter anderem auch die Leichtmetallräder produzierende Firma Borbet in Medebach an.
Von insgesamt 1938 sozialversicherungspflichtigen Beschäftigten waren 2002 700 im verarbeitenden Gewerbe, 360 im Handel und 258 im Gastgewerbe tätig.

### Verkehr
Schienenverkehr
Zwischen 1903 und 1953 war Medebach über die Kleinbahn Steinhelle–Medebach an das deutsche Eisenbahnnetz angebunden. Die Stadt hat keinen eigenen Bahnhof mehr. Die nächsten Bahnhöfe befinden sich in Willingen, Winterberg, Korbach und Frankenberg.
Straßenverkehr
Zu erreichen ist Medebach nur über Landes- und Kreisstraßen. Zu den nächsten Bundesstraßen gelangt man in Winterberg (B 236 und B 480), in Korbach (B 252) und in Willingen (B 251). Der nächste Autobahnanschluss liegt etwa 32 km entfernt an der A 46 in Nuttlar. Weitere Autobahnanschlüsse sind bei Diemelstadt an der A 44 (49 km) und bei Fritzlar an der A 49 (61 km). Busverbindungen der Regionalverkehrs Ruhr-Lippe GmbH bestehen nach Schmallenberg, Brilon, Hallenberg, Korbach, Frankenberg und Willingen. Seit 2013 wird ein Netz von Quartierbus-Linien angeboten, die von einem Elektrobus bedient werden.
Die innerstädtische Straßenführung hat sich im Vergleich zur Katasteraufnahme von 1830 nur unwesentlich verändert.

### Medien
Lokale Tageszeitung ist die Westfalenpost, mittwoch und sonntags erscheint der Sauerlandkurier. Als Lokalradiosender kann Radio Sauerland empfangen werden.

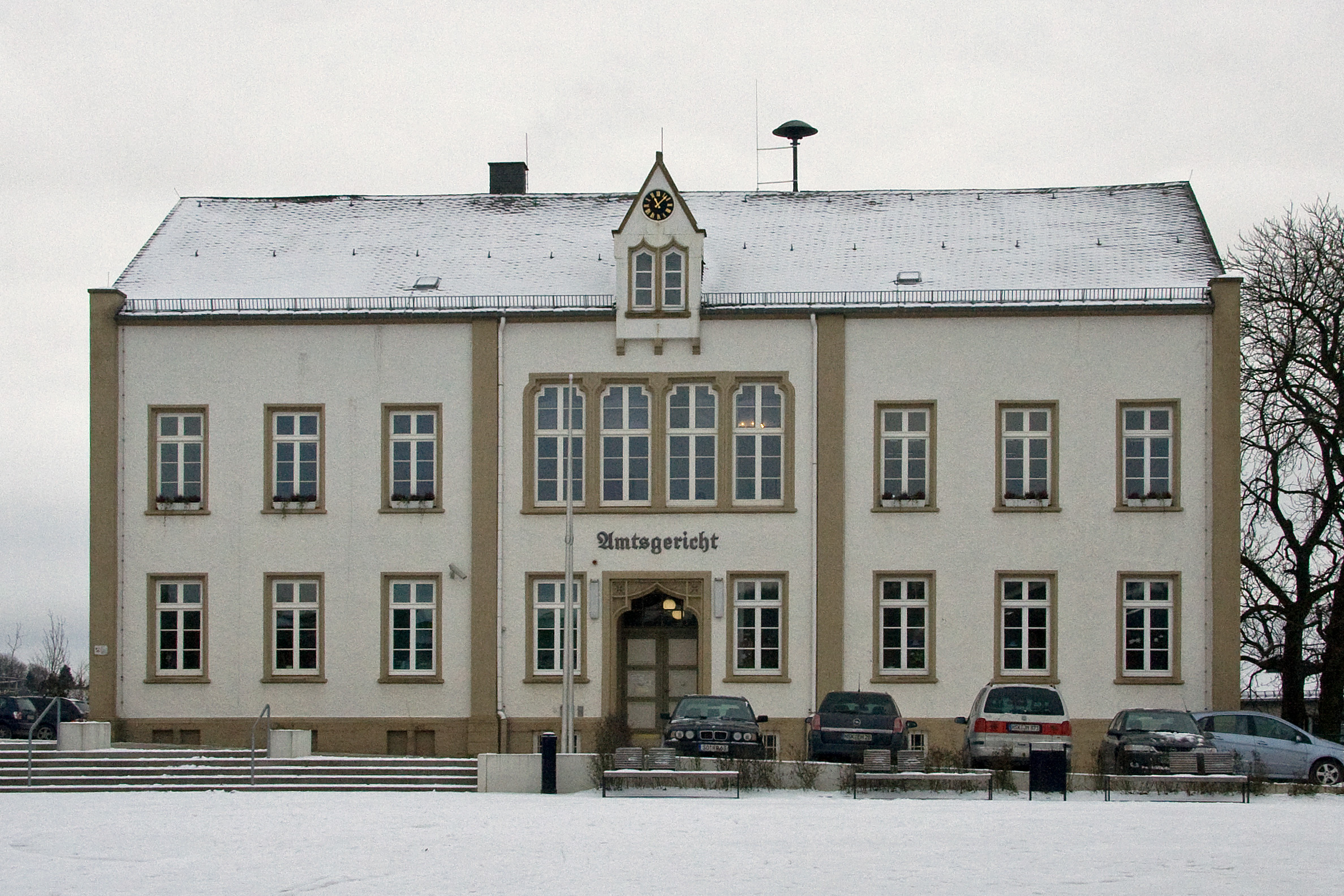
Amtsgericht Medebach

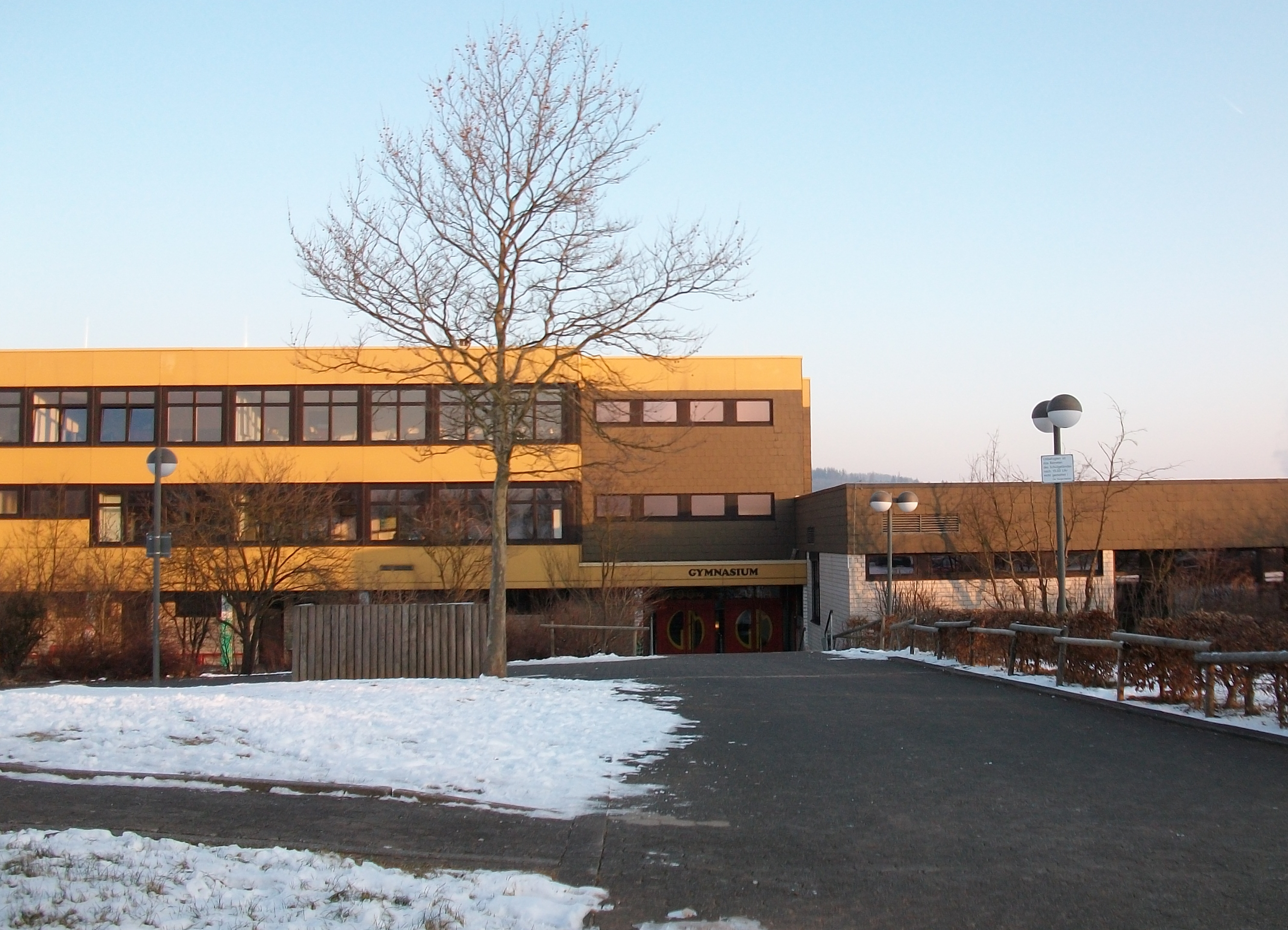
Ehemaliges Gymnasium, nun eine Sekundarschule

### Öffentliche Einrichtungen
Die Stadt Medebach verfügt über kein eigenes Krankenhaus, die nächsten Hospitäler befinden sich in den Nachbarstädten Winterberg, Frankenberg und Korbach. Der Rettungsdienst ist über eine Nebenwache des Rettungsdienstes des Hochsauerlandkreises zu erreichen. Bisher war die Wache nur tagsüber besetzt, seit dem 1. Januar 2009 gibt es eine 24-Stunden-Besetzung.
In der Stadt gibt es die Freiwillige Feuerwehr, die aus einem Löschzug (Medebach) im Ortskern und neun Löschgruppen in den umliegenden Ortsteilen besteht und für den abwehrenden Brandschutz und die allgemeine Hilfe sorgt.
Das Amtsgericht Medebach ist eine der kleinsten Einrichtungen dieser Art in Nordrhein-Westfalen.

### Bildung
Die Stadt verfügt über zwei Kindergärten, eine Grundschule und die Sekundarschule. Von 1904 bis 2019 hatte die Stadt Medebach auch ein Gymnasium. Im April 2008 wurde für das Gymnasium ein Schulzweckverband mit der Stadt Winterberg gebildet.

## Telefonvorwahlen
Die Telefonvorwahl der Stadt lautet 02982. Abweichend gilt in Küstelberg die 02981 sowie in Deifeld, Düdinghausen, Titmaringhausen und Referinghausen die 05632.

## Persönlichkeiten

### Söhne und Töchter der Stadt
- Henricus de Medebeke, 1347 Bürgermeister von Reval[78]
- Caspar Vopelius (um 1511 – 1561), Mathematiker, Astronom und Kartograph
- Philipp Knipschild (1595–1657), Jurist
- Franz Ritter (1803–1875), klassischer Philologe
- Wilhelm Hohoff (1848–1923), Pfarrer und Marxkenner
- Wilhelm Ruer (1848–1932), Jurist und Dichter
- Richard Althaus (1852 – nach 1919), Reichsgerichtsrat
- Franz von der Recke (1854–1923), Staatsminister in Schwarzburg-Rudolstadt
- Ferdinand von Spee (1855–1937), Mediziner
- Wilhelm Kaiser (1877–1961), Politiker (Zentrumspartei)
- Hermann Bergenthal (1891–1975), Maler
- Josef Bergenthal (1900–1982), Schriftsteller
- Thomas Seeliger (* 1966), Fußballspieler
- Norbert Brieden (* 1968), römisch-katholischer Theologe